# Tapis
Pour les articles homonymes, voir Tapis (homonymie).

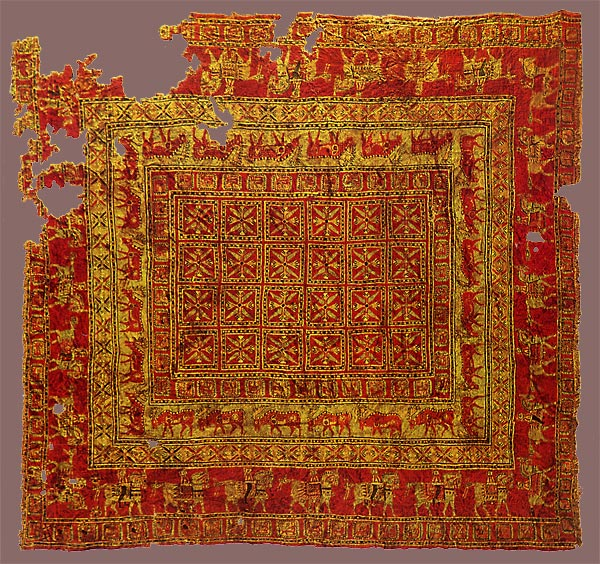
Le tapis de Pazyryk, le plus ancien tapis parvenu jusqu'à nos jours, daté du, trouvé dans un kourgane gelé de l'Altaï en Sibérie.

Le tapis est un type de revêtement de sol en textile plus ou moins épais. Son tissage peut aller du plus grossier au plus fin et raffiné et de véritables traditions artistiques du tapis existent depuis plusieurs millénaires.
Les tapis traditionnels sont la plupart du temps composés de laine de mouton et plus rarement de soie. Le coton et le chanvre sont aussi utilisés pour réaliser la chaîne et la trame du tapis. Depuis le XXe siècle, les fibres synthétiques sont aussi utilisées. 
Les « tapis d'Orient » sont traditionnellement tissés à la main et leurs provenances sont l'Iran (les tapis persans comptent historiquement parmi les plus renommés), la Turquie, les pays d'Asie centrale, les pays du Caucase, le Pakistan, l'Inde et la Chine, mais aussi le Maroc et la Tunisie. On trouve des productions appartenant à des traditions différentes dans les Amériques. On produit aussi des tapis en Europe depuis des siècles, notamment en France. 
Depuis la révolution industrielle du XIXe siècle il existe des productions mécanisées avec des métiers à tisser automatisés, mais les tapis produits à la main ne disparaissent pas totalement.
Il faut distinguer les « tapis » qui servent originellement de revêtement de sol, et les « tapisseries » qui sont des sortes de tableaux textiles qu'on tend à la verticale, par exemple sur les murs, ou utilisés en ameublement. La frontière entre les deux est cependant parfois floue. Les tapis orientaux traditionnels appartiennent principalement à la première catégorie, tandis qu'en Europe on produit historiquement beaucoup de tapisseries, mais aussi des tapis.

## Historique

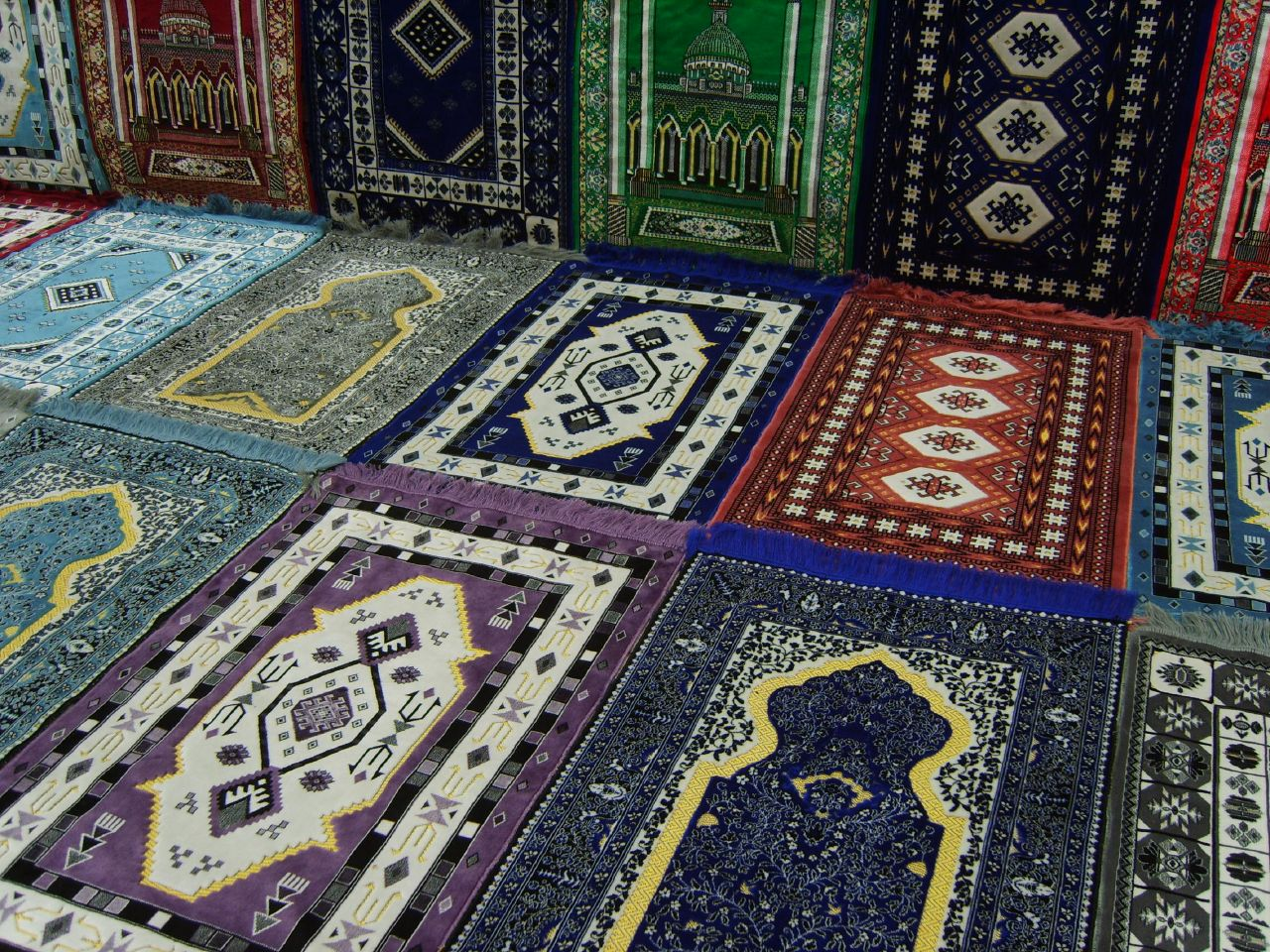
Tapis à Kairouan (Tunisie)

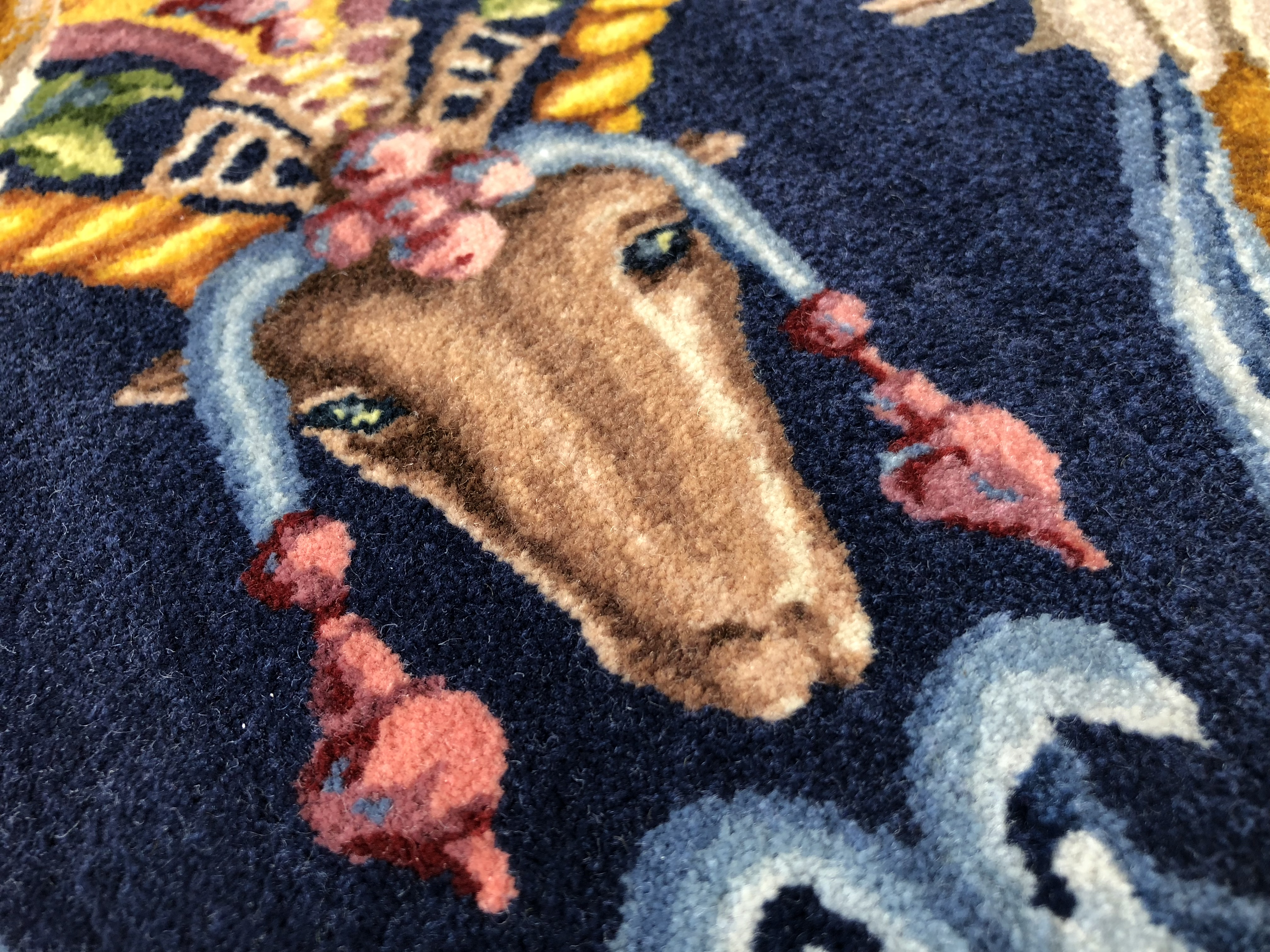
Tapis de la réputée manufacture de la Savonnerie, Paris (détail)

Les tapis les plus anciens connus proviennent des kourganes scythes des steppes d'Eurasie centrale. Le plus ancien qui nous soit parvenu est le tapis de Pazyryk qui date du Ve siècle av. J.-C. Il fut trouvé, en 1949 dans une tombe gelée dans le massif de l'Altaï, en Sibérie du sud (Russie) près de la frontière mongole. Orné de cerfs et de cavaliers, composé de 360 000 nœuds au mètre carré, il est aujourd'hui conservé au musée de l'Ermitage à Saint-Pétersbourg. La technicité très avancée montrée par ce tapis, proche des productions modernes, tend à prouver que le tissage des tapis était déjà, au Ve siècle av. J.-C., le fruit d'une longue évolution, et avait donc des origines bien plus anciennes.

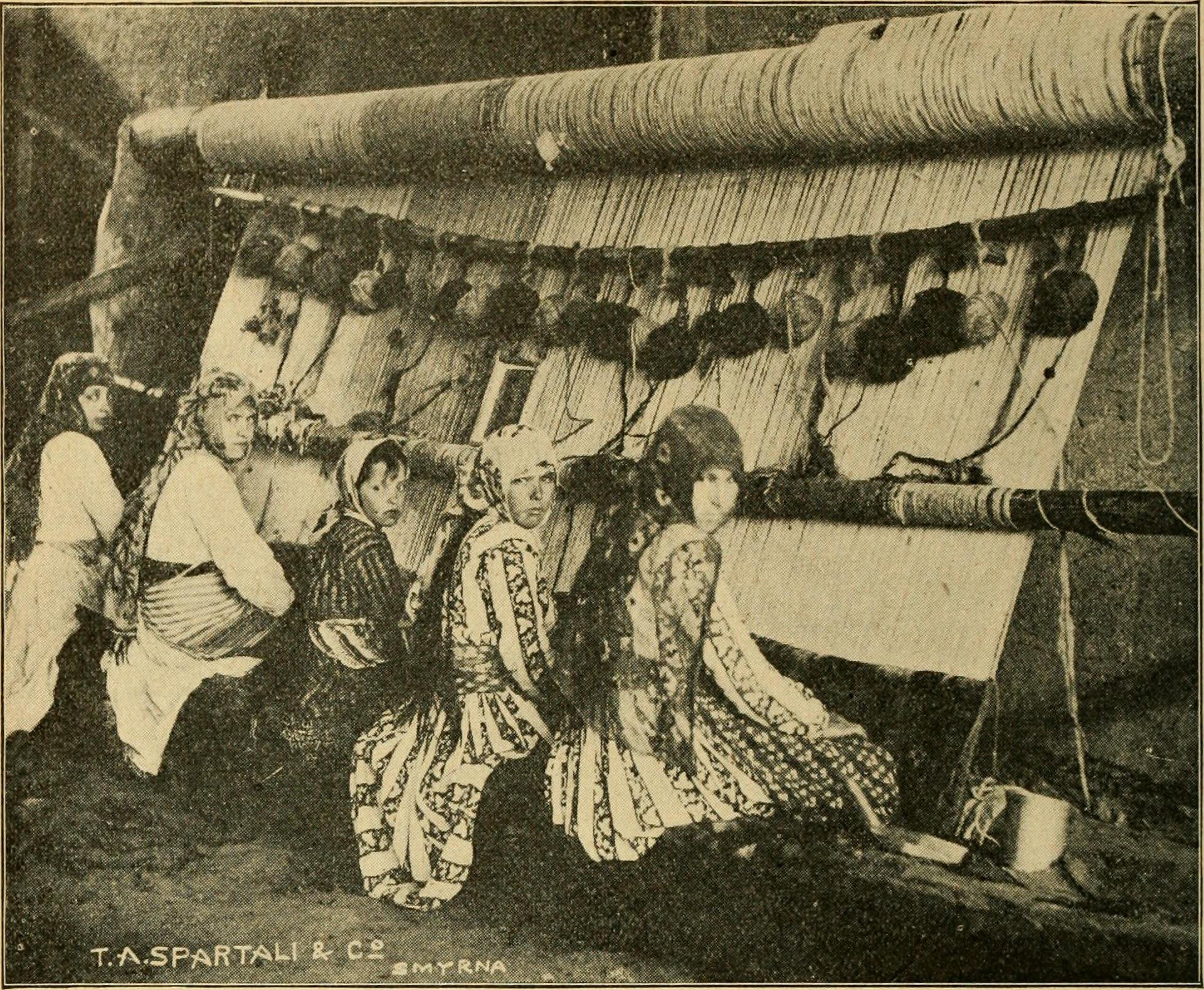
Fillettes travaillant au tissage manuel des tapis à Smyrne (Turquie), 1907

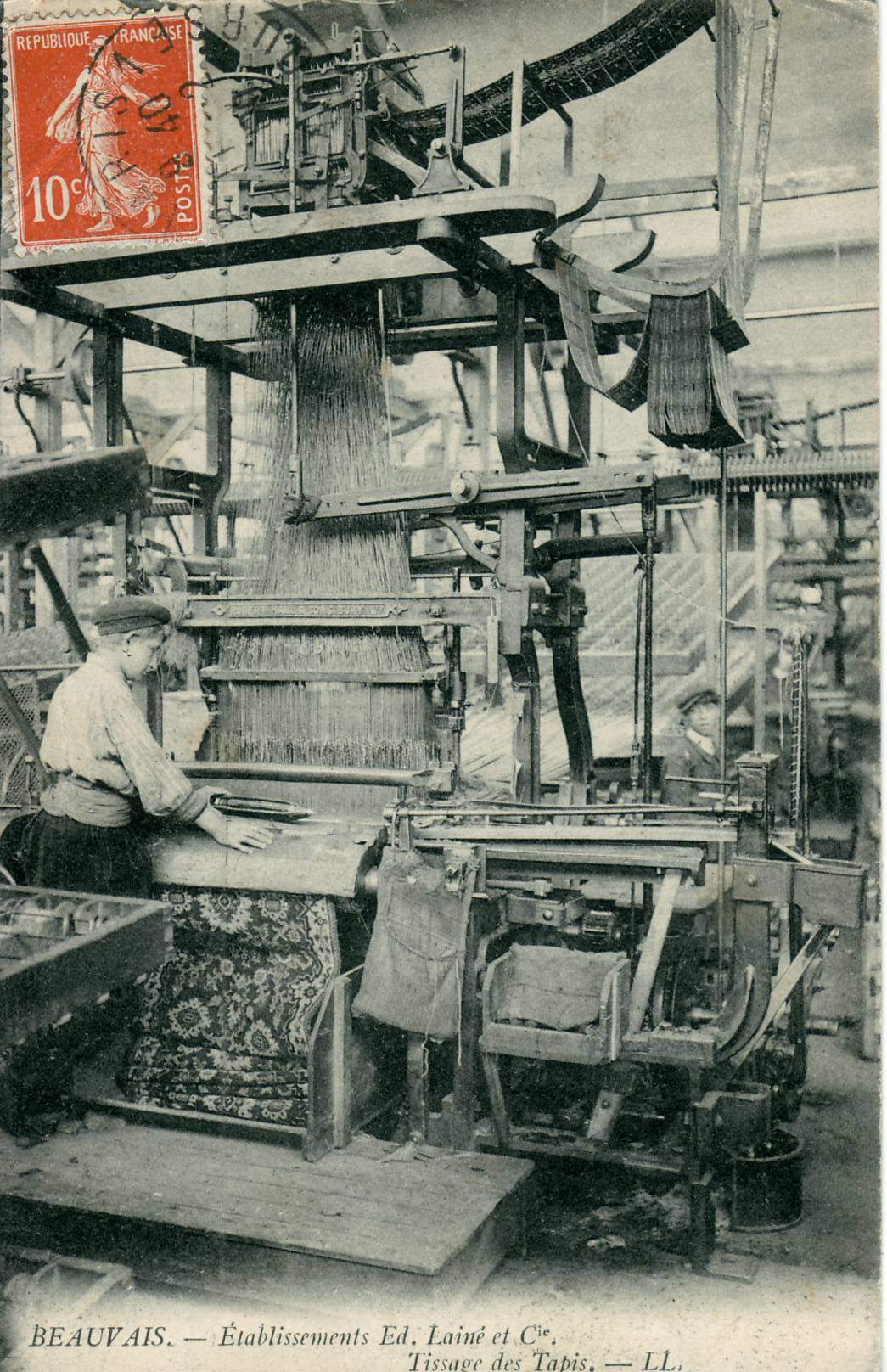
Métier à tisser les tapis, en France au début du XX (manufacture de Beauvais).

En Asie occidentale, la fabrication des tapis en nouant des fils de laine à la main est attestée dès le XIIe siècle.
L'étymologie du mot désigne un tapis de cheval.
Au Moyen Âge, en Europe, le sol des chambres est généralement couvert de nattes en jonc alors que les tapis, produits d'importation de grand luxe, et les tapisseries servent à la décoration : pour recouvrir les buffets ou les lits des demeures des nobles. C'est également en Europe que se développent à partir du IXe siècle les tapisseries murales et tentures.
En 1606, à Paris sont tissés les premiers tapis confectionnés sur un métier à tisser à la Manufacture de la Savonnerie. Sous l'impulsion d'Henri IV et de Louis XIV, la production nationale est encouragée. Avec les manufactures d'Aubusson et de Beauvais, les tapis envahissent peu à peu, d'abord les palais, puis les habitations bourgeoises. 
Avec la mécanisation, les coûts de production baissent et à partir du XVIIIe siècle ils sont utilisés pour couvrir les sols.
De nos jours, on utilise des fibres artificielles plus résistantes que la laine.

## Composition d'un tapis

### La base
La base ou chaîne est constituée d'un seul fil continu résistant souvent en coton ou en soie qui une fois ourdi sur le métier à tisser est utilisé par paires, sélectionnées l'une après l'autre par le tapissier au cours du tissage.

### Le velours
Sur chaque paire de fils de chaîne, avec un fil de laine ou de soie à plusieurs brins, on réalise un nœud (« ghordies » pour les tapis turcs ) ou un entrelacement (cas des tapis à nœuds persans). Les brins libres, ou poils, forment le velours. Ces nœuds sont posés un à un sur le même rang puis rang après rang. Les nœuds peuvent être de couleur différentes pour réaliser des motifs précis selon un dessin préparé sur un papier quadrillé où la couleur et l'emplacement de chaque nœud sont déterminés. 

### La trame
La trame est un fil de coton très fin et résistant, souvent de couleur, appelé en persan le « fin ». Le fil de trame est passé délicatement avec le peigne au travers de la ligne de croisement des deux demi-nappes pour contourner chaque fil de chaîne. Le fil de trame zigzague d'un fil de chaîne à l'autre, de l'avant vers l'arrière, puis de l'arrière vers l'avant, le long du rang, ce qui lui permet de maintenir les paires de fils de chaîne soudées entre elles. 

### Le  fil de renfort
Le fil de renfort est un fil de coton épais inséré à chaque rang avant de poser le fil de trame qui renforce la base du tapis, appelé en persan « l'épais ». Il est passé à la main ou avec une longue tige métallique à crochet entre les deux nappes de fils de chaîne, au-dessous de la ligne de croisement. Il est tassé avec force avec du peigne en fer. Son rôle est d'asseoir les nœuds entre les deux fils de la chaîne et de donner du corps et de la résistance à la base du tapis qui reposera sur le sol. Il ne doit pas être confondu avec le fil de trame. 

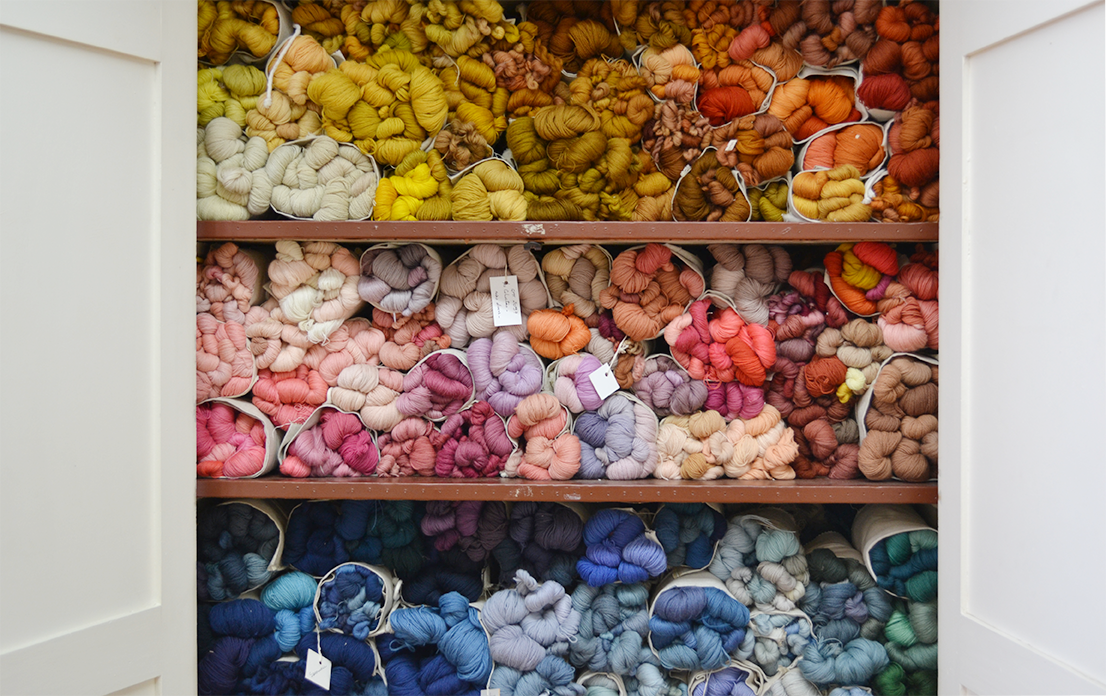
Stock de laines pour tapis
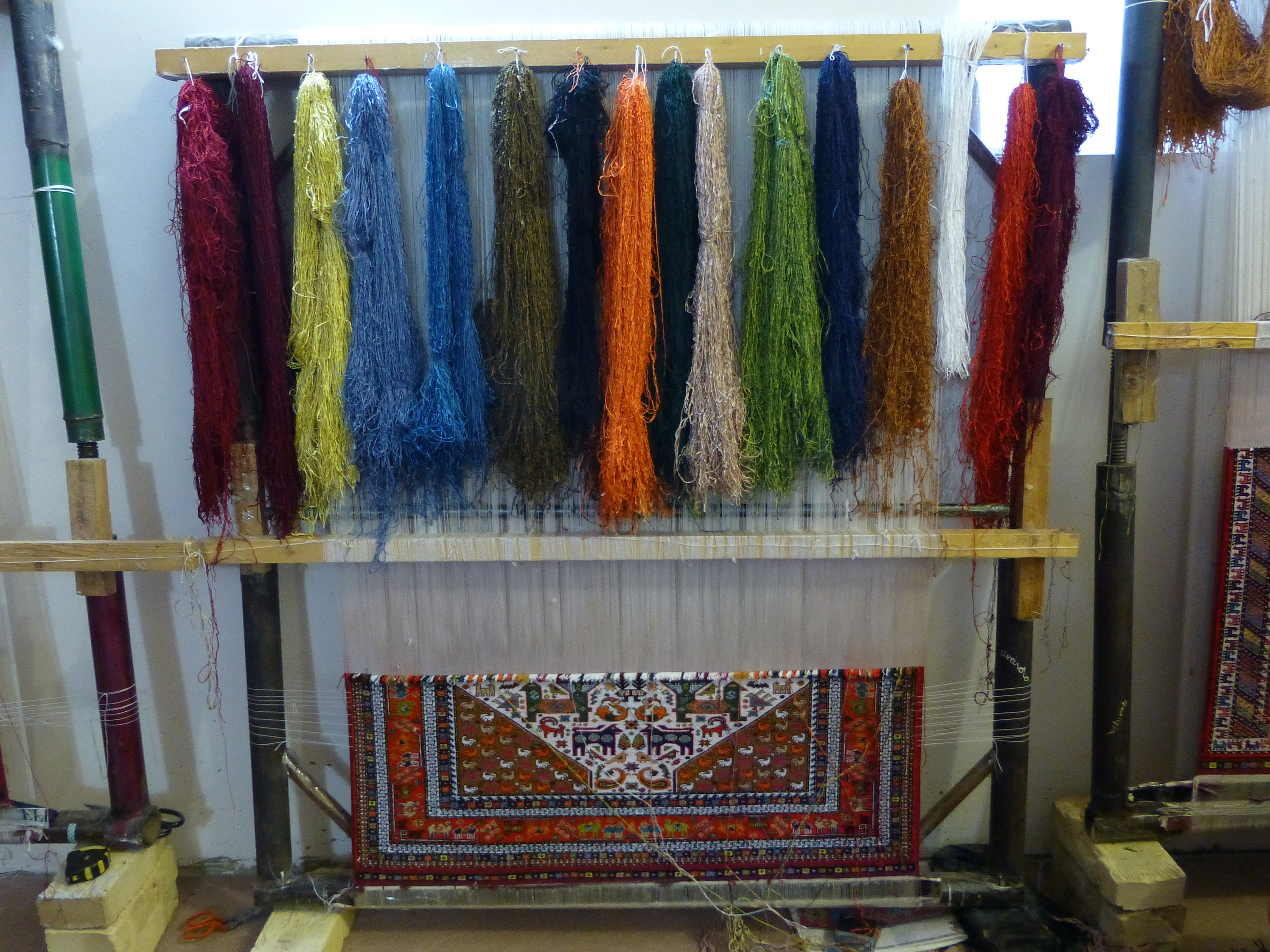
Laines sur un métier à tisser de Boukhara
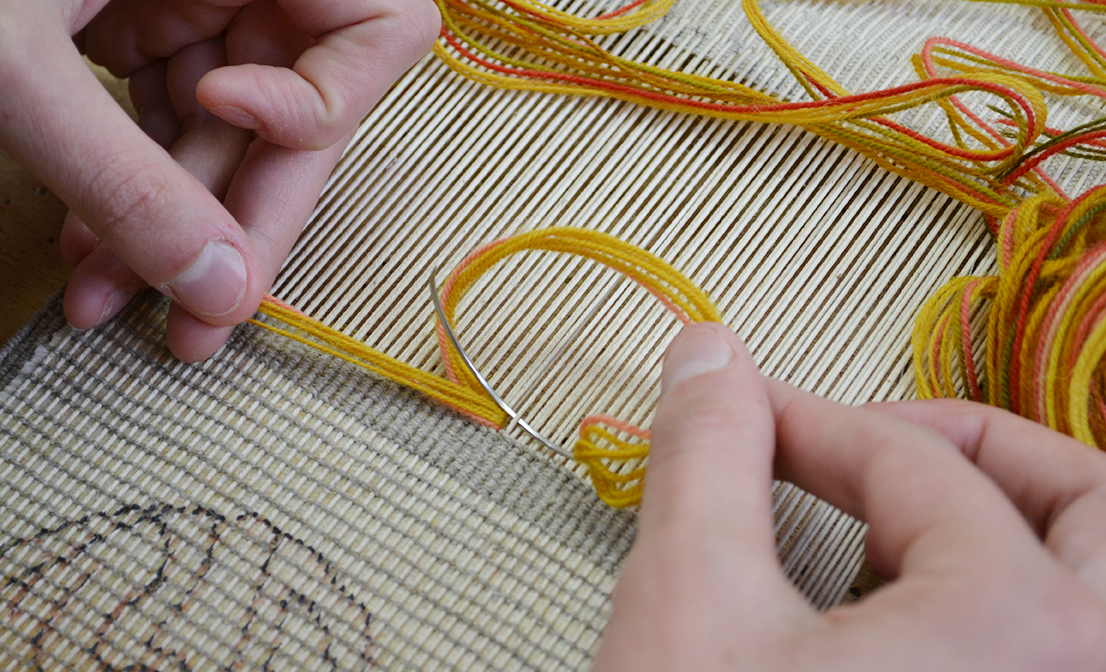
Nœud avec aiguille courbe
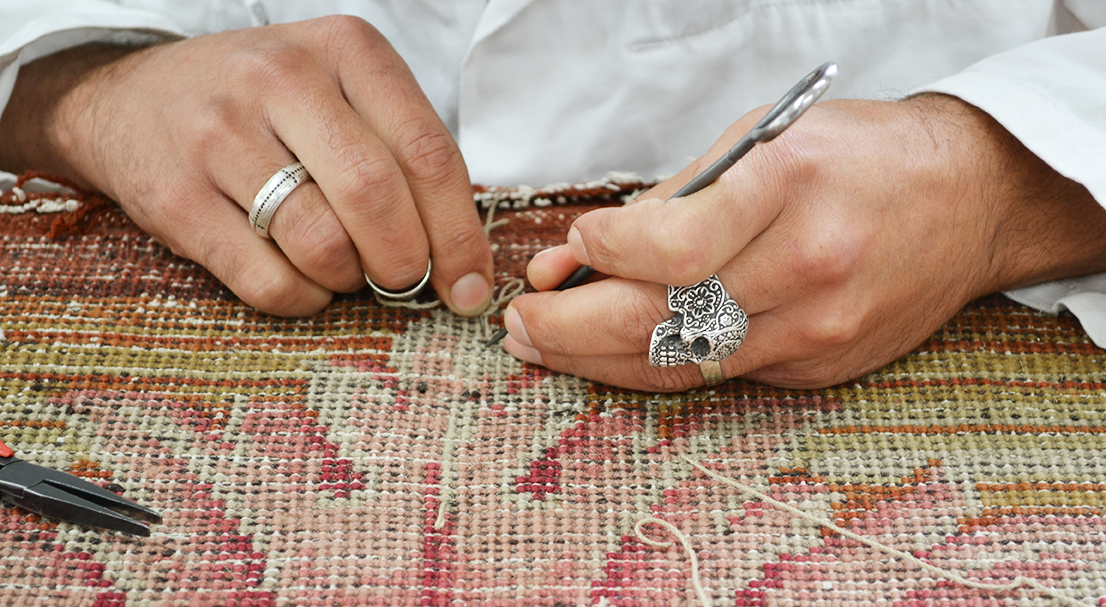
Restauration de tapis avec poinçon et aiguille courbe
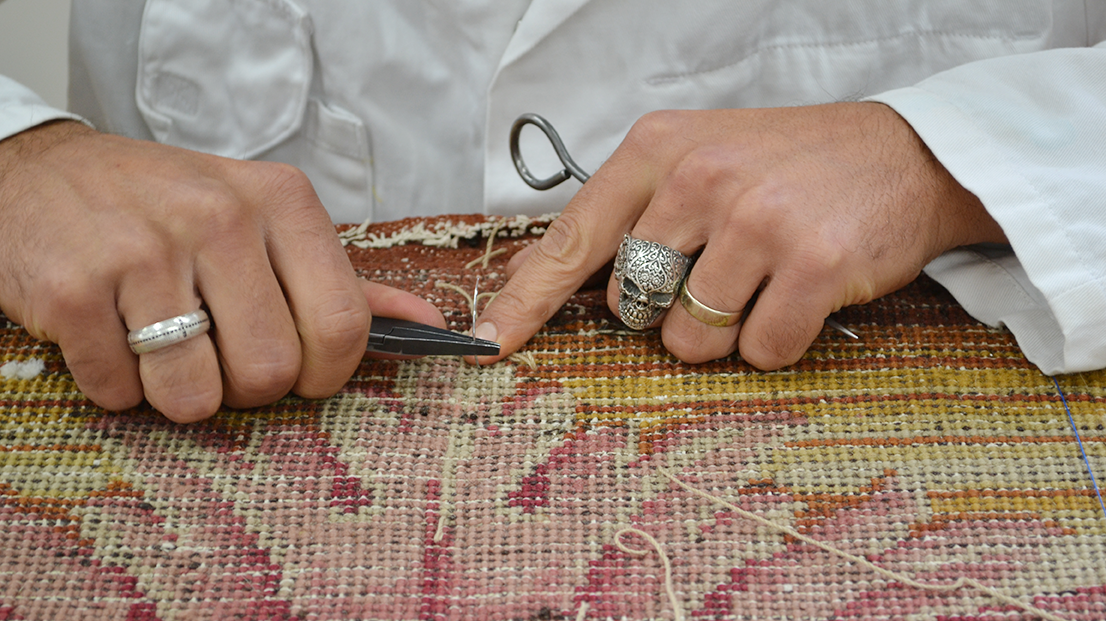
Restauration tapis avec pince et aiguille courbe
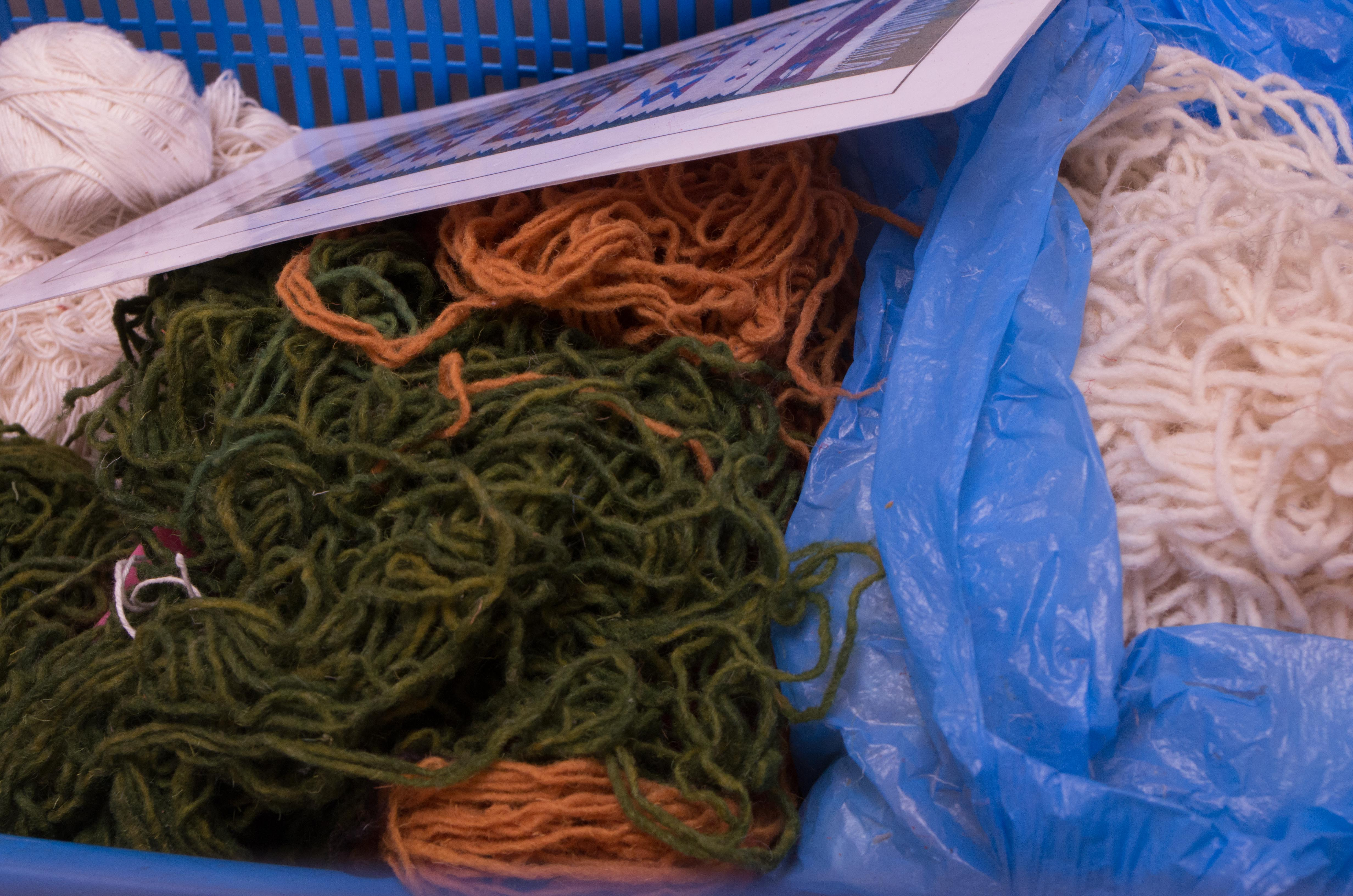
Laines de tapis en vrac
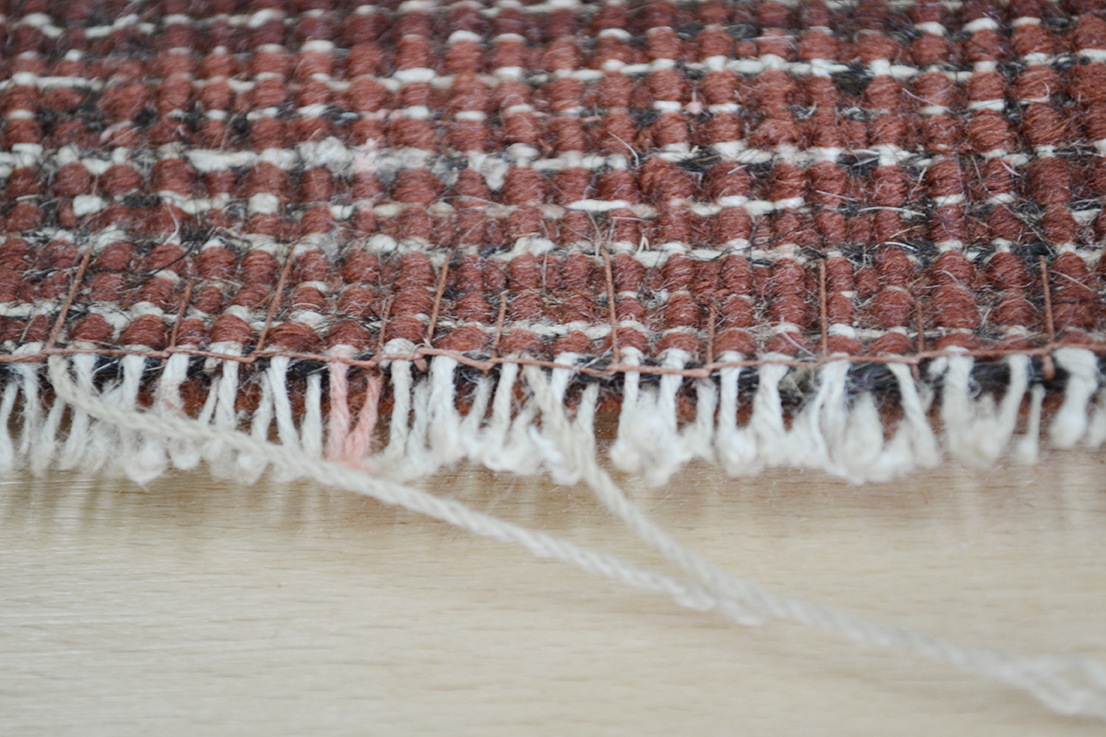
Point d'arrêt de bordure
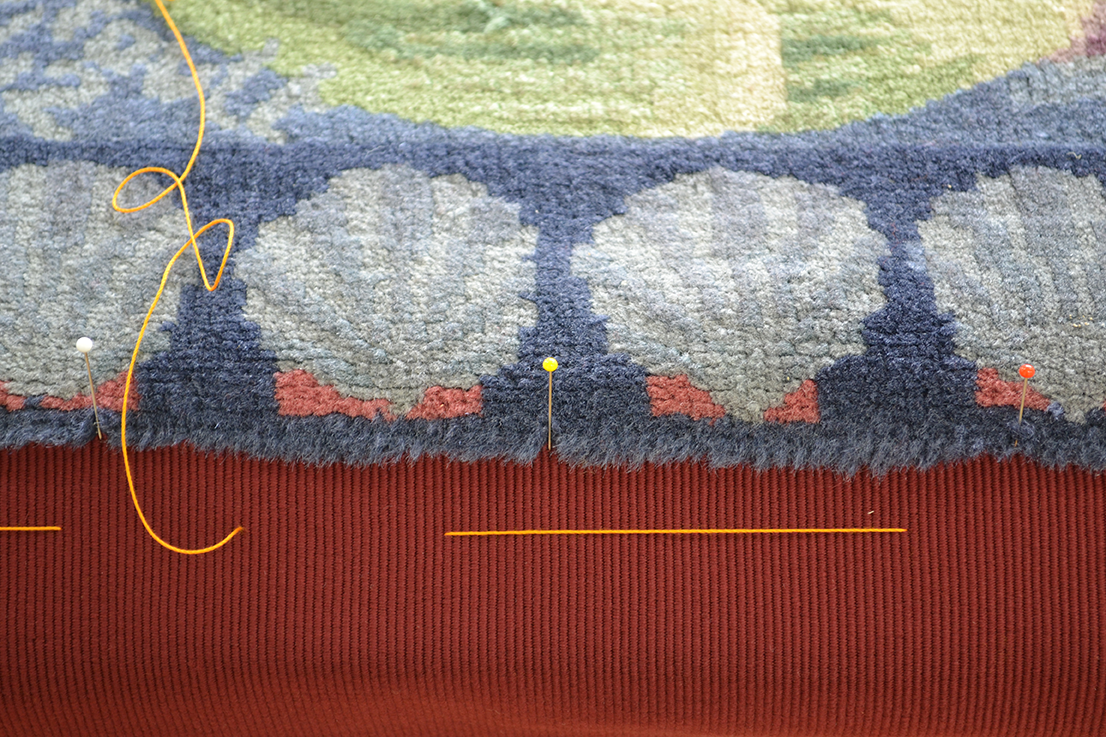
Pose de galon sur tapis
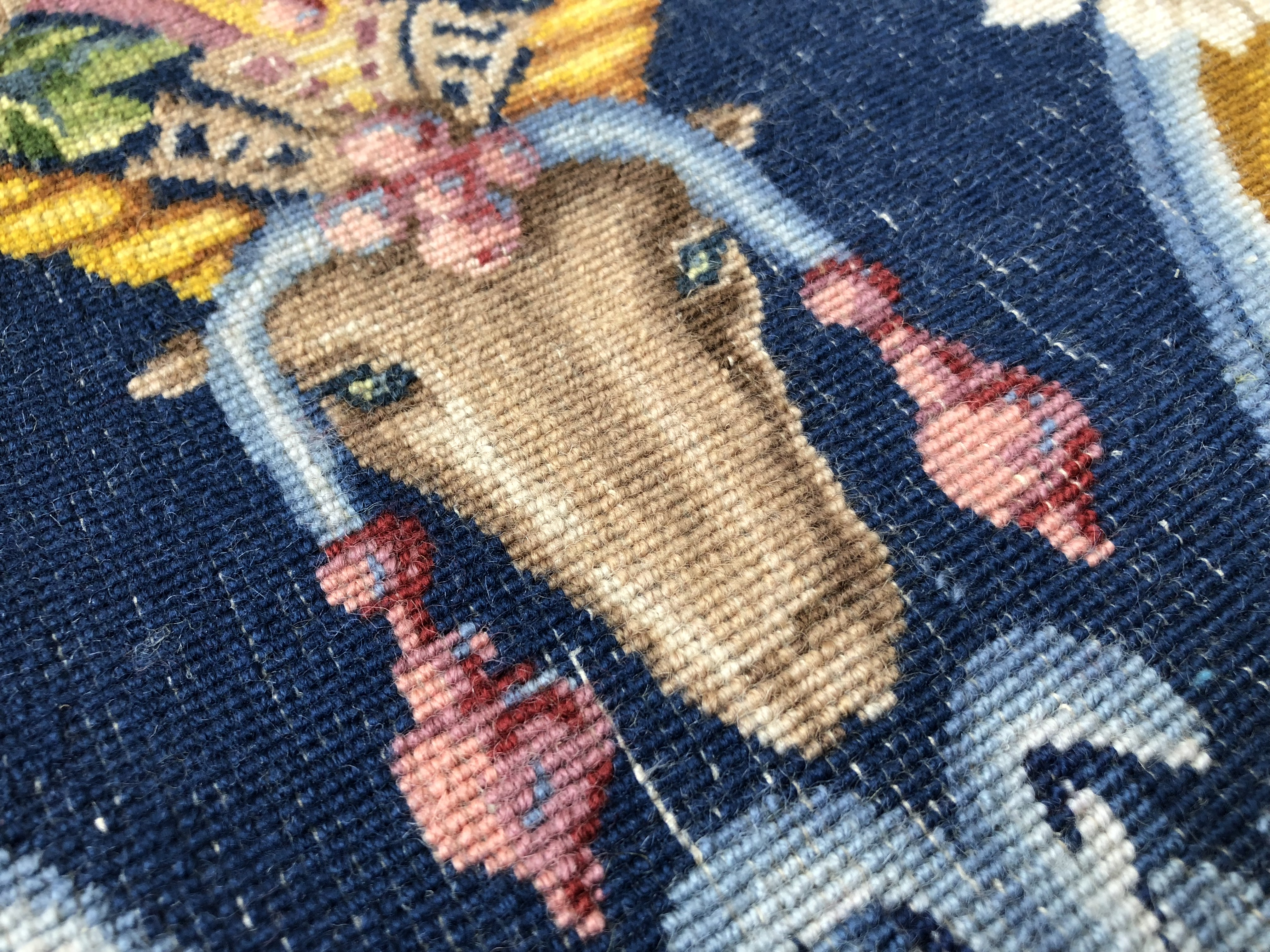
Envers d'un tapis de la Savonnerie
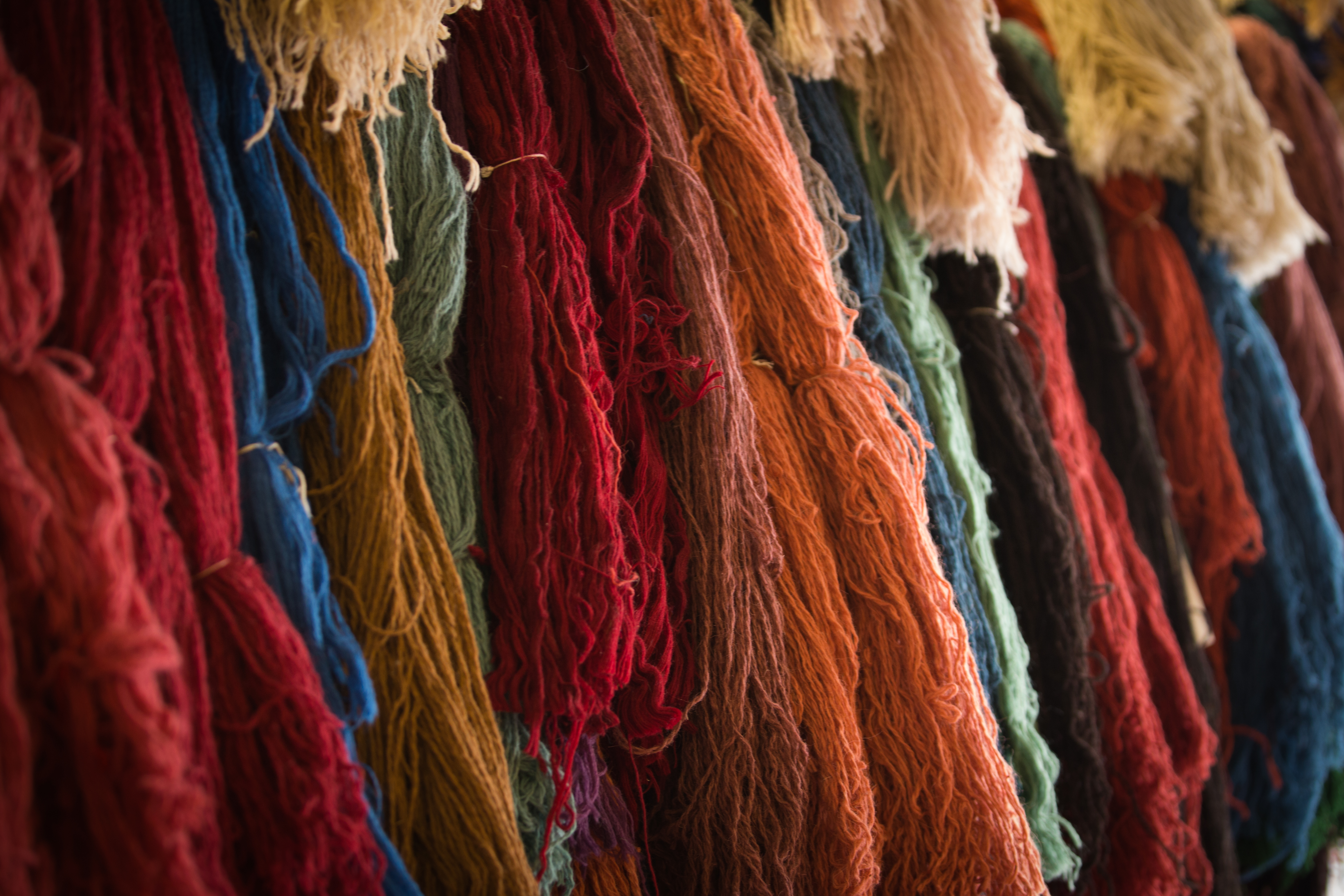
Echeveaux de laine pour tapis
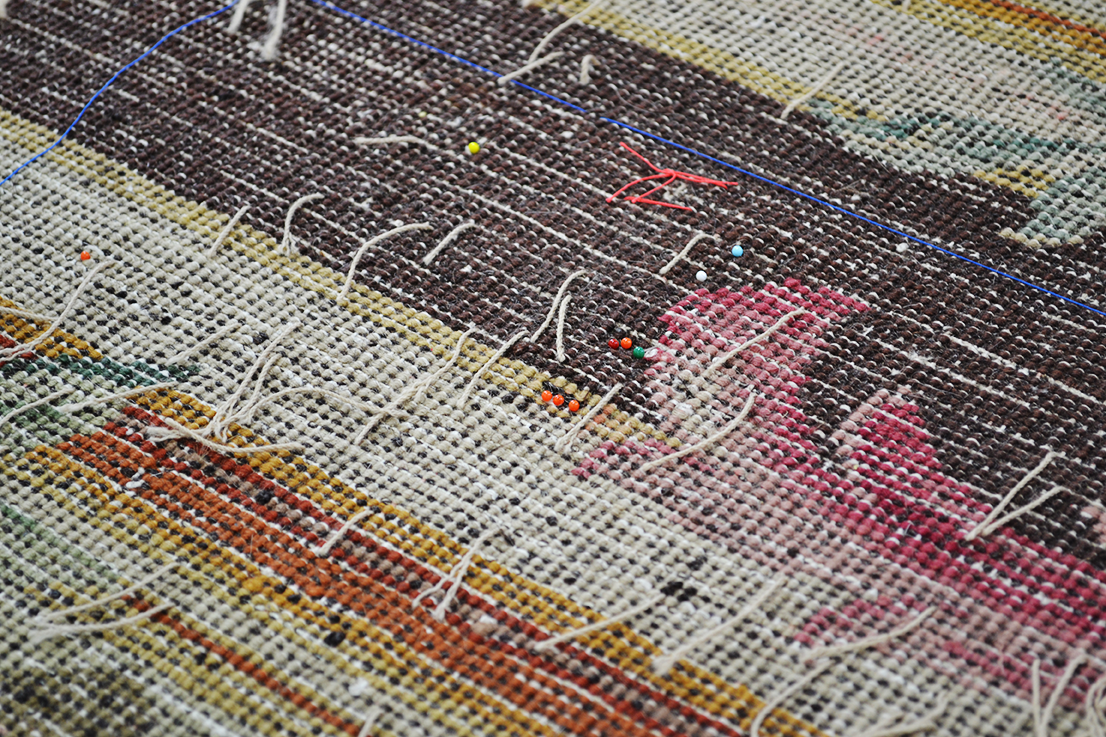
Trame de tapis à restaurer
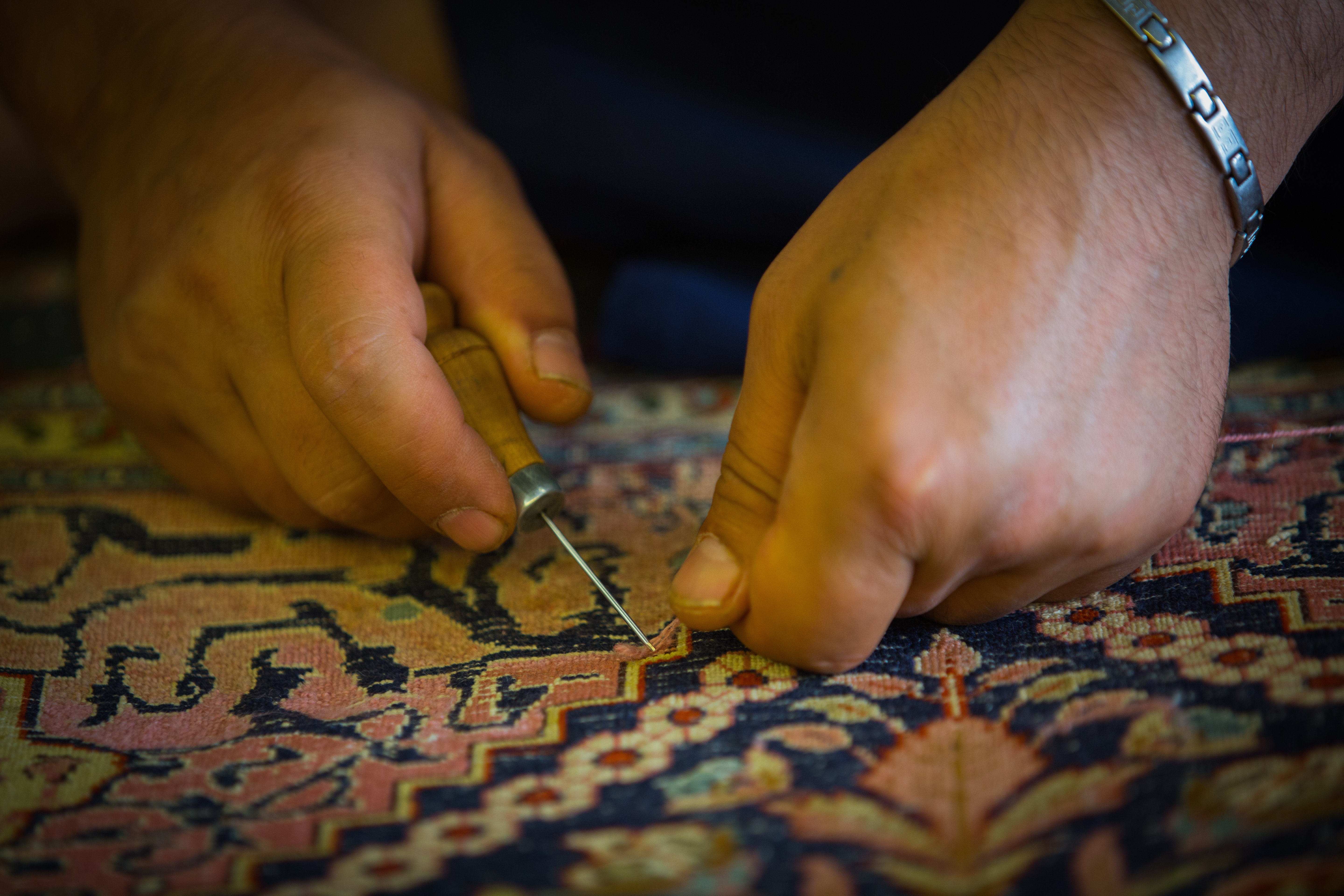
Restauration de tapis ancien

## Tapis rouge

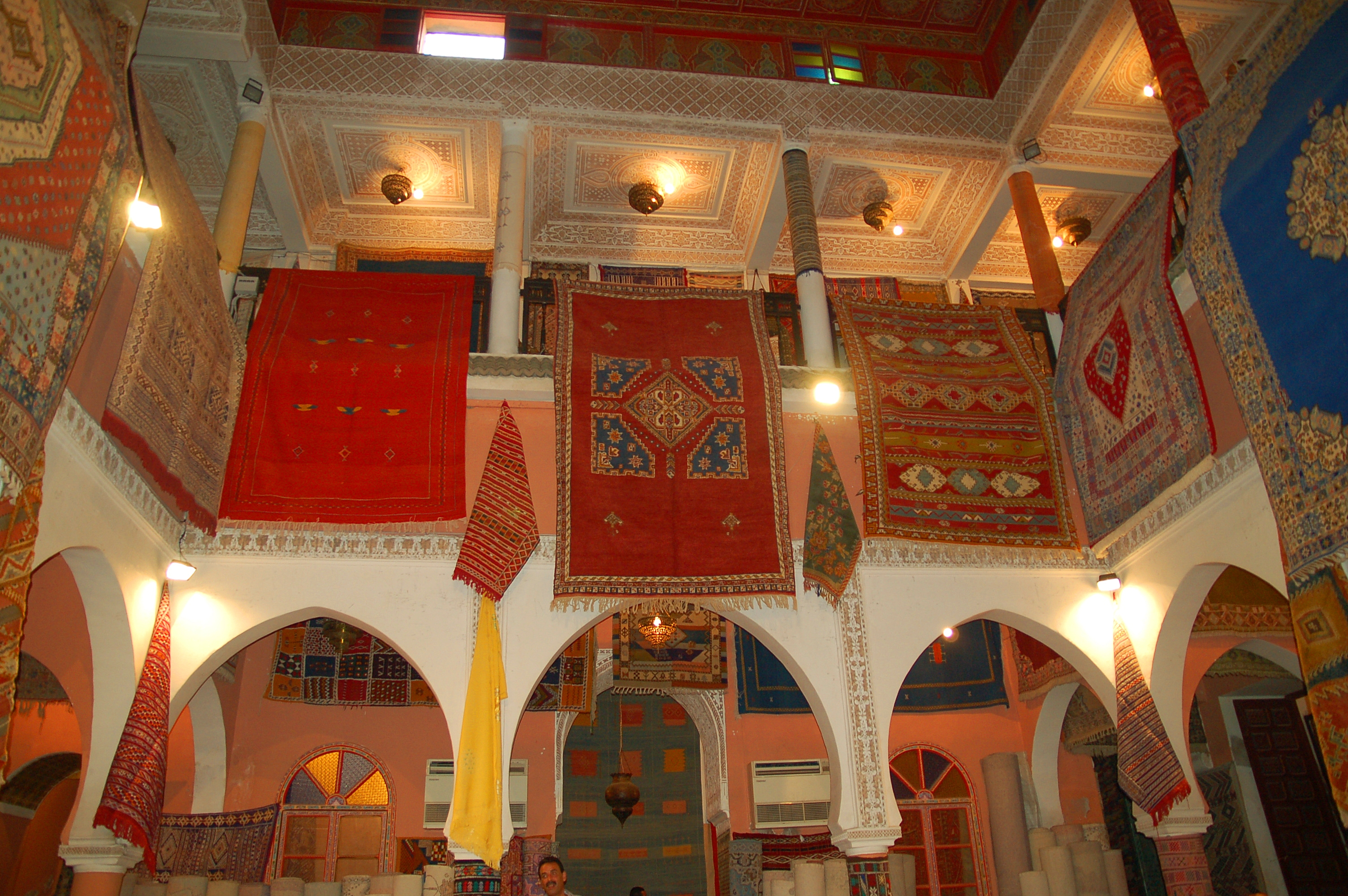
Marché des tapis à Marrakech (Maroc)

De manière symbolique, un tapis de couleur rouge est traditionnellement utilisé lors des cérémonies, pour accueillir les chefs d'État et autres dignitaires, ou encore les célébrités, en signe de grand respect, d'hospitalité et de luxe. La première apparition connue du tapis rouge remonte à 458 av. J.-C. dans Agamemnon, d'Eschyle. Quand le personnage éponyme retourne à Troie, il est accueilli par son épouse Clytemnestre qui lui offre un tapis rouge :
« KLYTAIMNESTRA — Esclaves, que tardez-vous ? Ne vous ai-je point ordonné de couvrir son chemin de tapis ? Promptement ! Que son chemin soit couvert de pourpre, tandis qu'il ira vers la demeure qui n'espérait plus le revoir, afin qu'il y soit conduit avec honneur, comme il convient.

AGAMEMNÔN — [...] Qu'on ne se prosterne point devant moi en poussant de hautes clameurs, et qu'on n'éveille point l'envie en étendant des tapis sur mon chemin. Il n'est permis d'honorer ainsi que les dieux. Je ne saurais sans crainte, moi qui ne suis qu'un homme, marcher sur la pourpre. Je veux être honoré comme un homme, non comme un dieu. Le cri public montera sans avoir besoin de ces tapis et de cette pourpre. »
— traduction Leconte de Lisle

## Le tapis personnalisé
Le tapis personnalisé a été conçu dans les années 1990. Tout d'abord cher et difficile à fabriquer, il deviendra au fil du temps plus abordable pour les entreprises. Les fabricants de tapis-publicitaire  commencent à distribuer des tapis personnalisés à l'unité. Les premiers tapis étaient réalisés comme des puzzles : les différentes couleurs de tuft étaient découpées puis assemblées pour créer des images. Aujourd'hui et avec l'avènement de l'impression jet d'encre, le tuft est directement imprimé.

## Ennemis

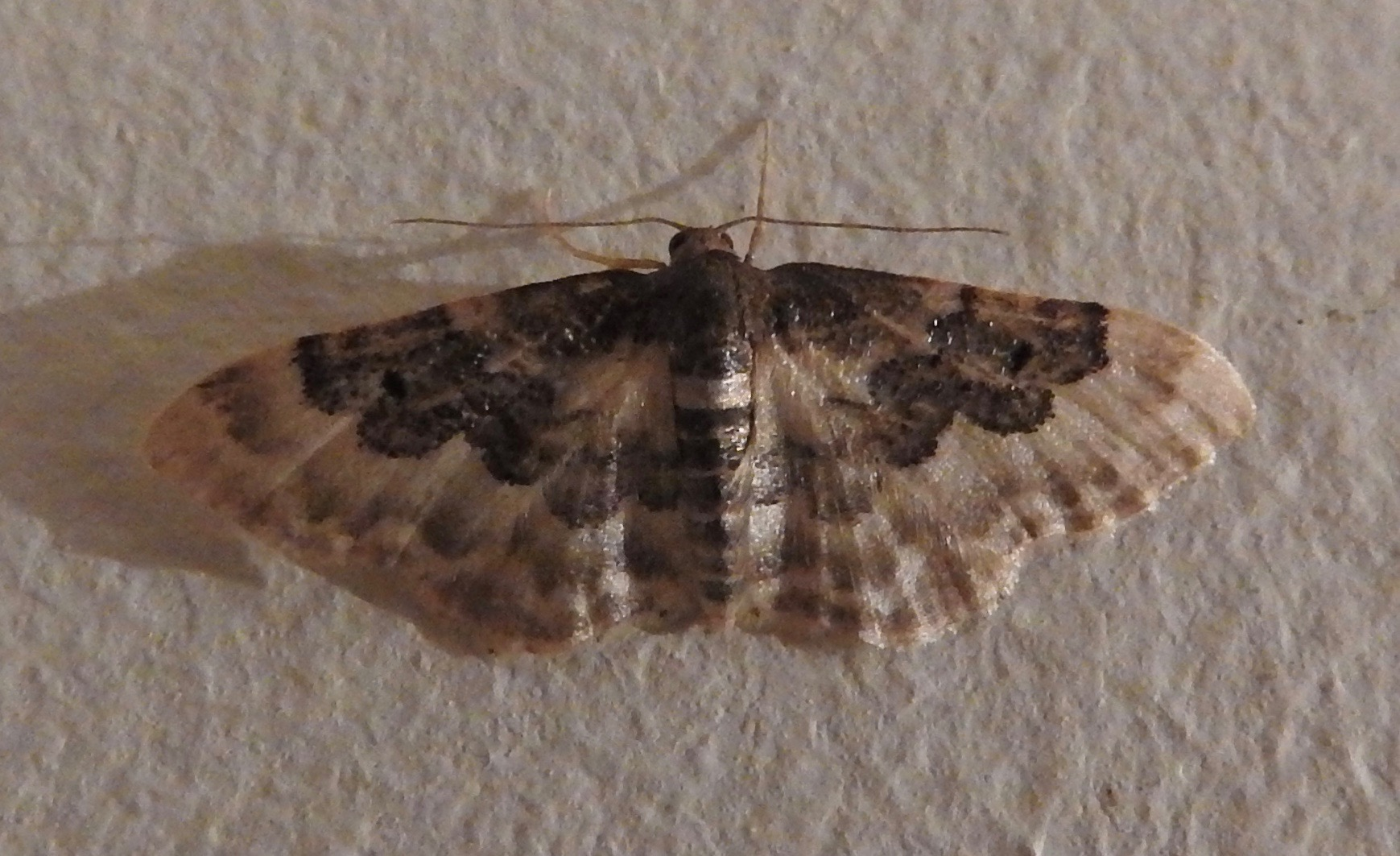
Trichophaga tapetzella, une des mites du tapis

Diverses espèces de lépidoptères tinéidés ont des chenilles qui se nourrissent de laine. On cite notamment la mite des tapis (Trichophaga tapetzella), mais aussi d'autres espèces de la même famille connues comme Tinea pellionella ou encore T. bisselliella.

## Nettoyage du tapis

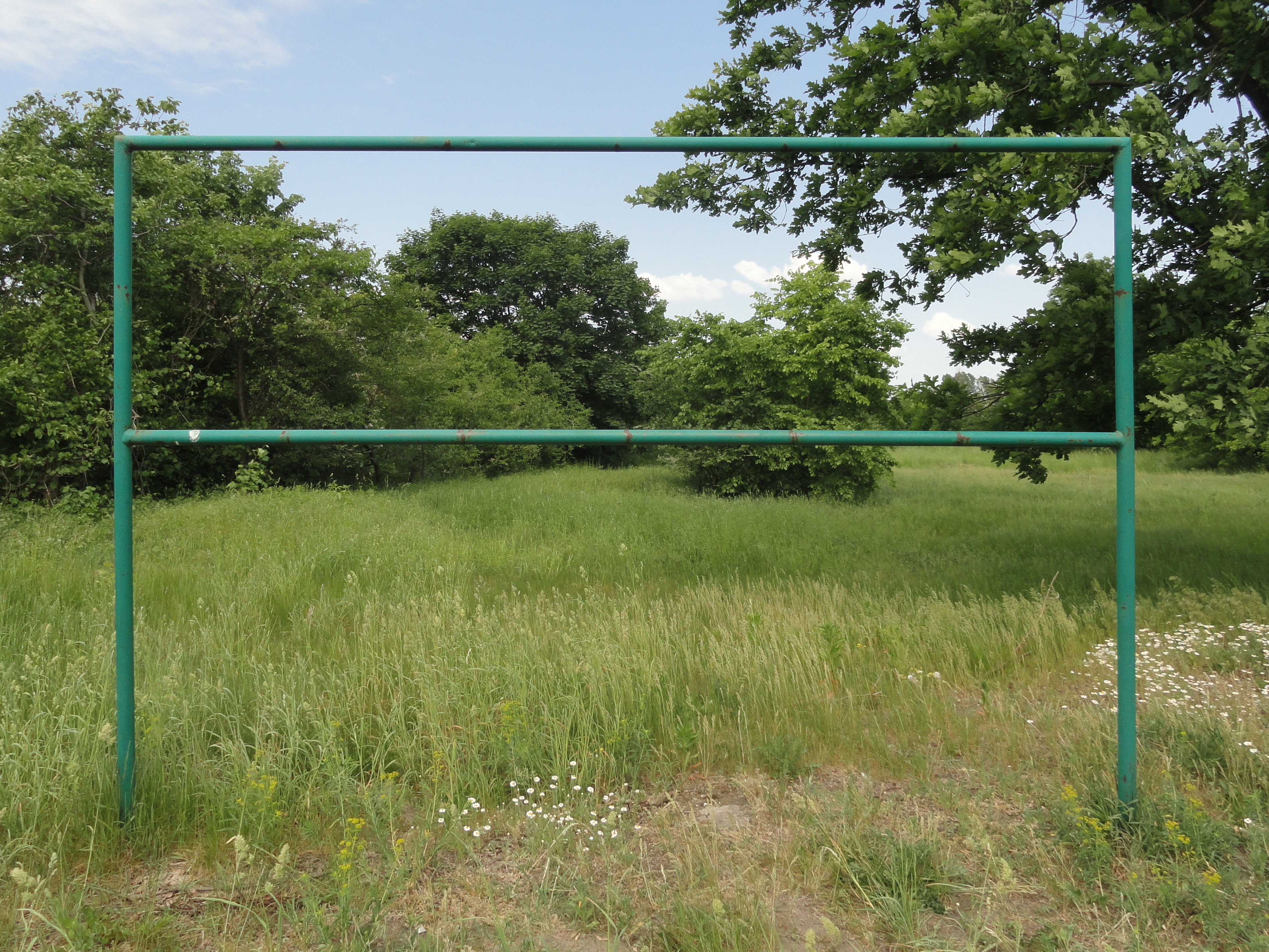
Emplacement d'exterieur pour battre un tapis

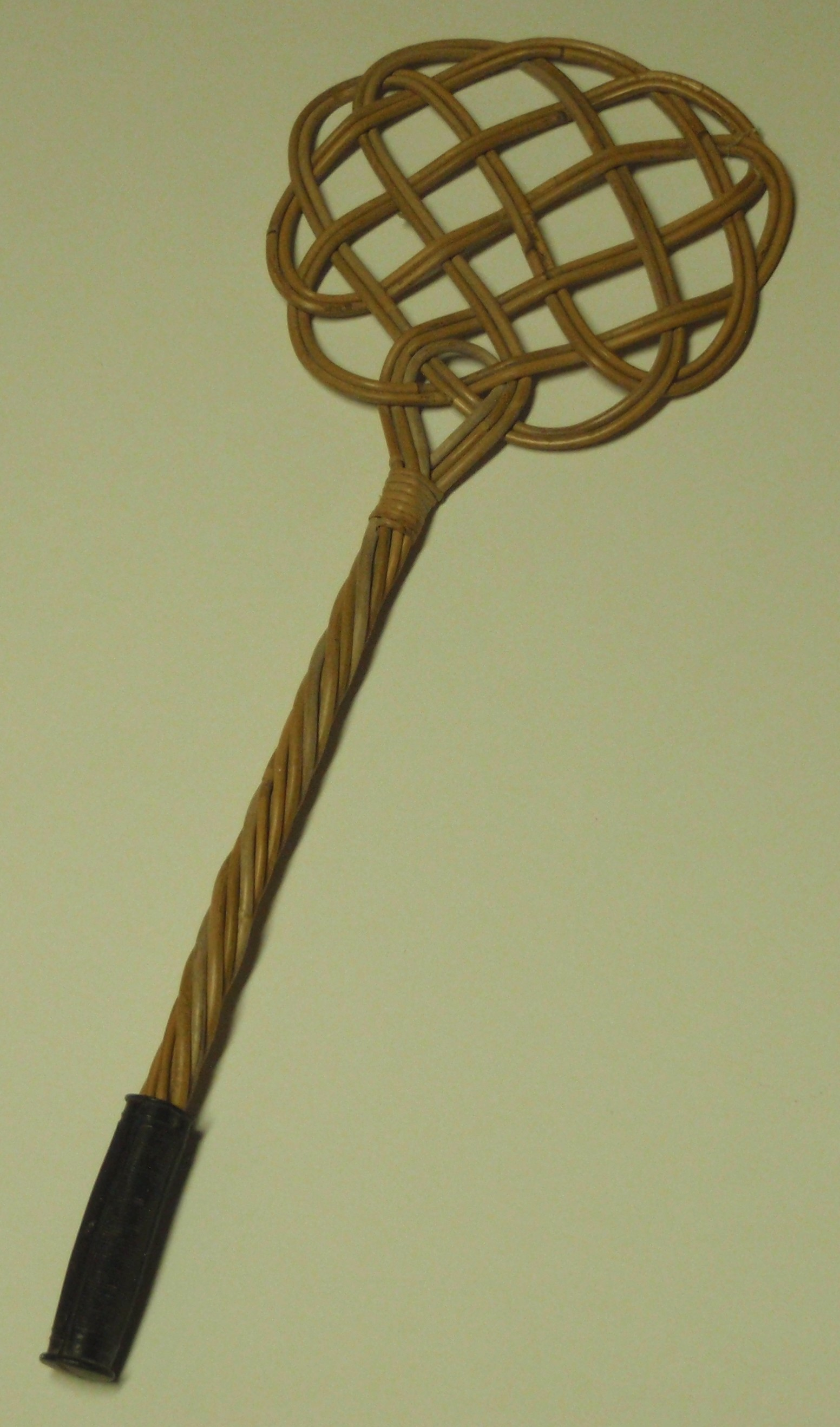
Batteur à tapis

Avant la généralisation des aspirateurs, un tapis était débarassé de sa poussière à l'aide d'un batteur à tapis, par exemple sur un emplacement dédié en extérieur.

## Galerie

Différentes sortes de tapis
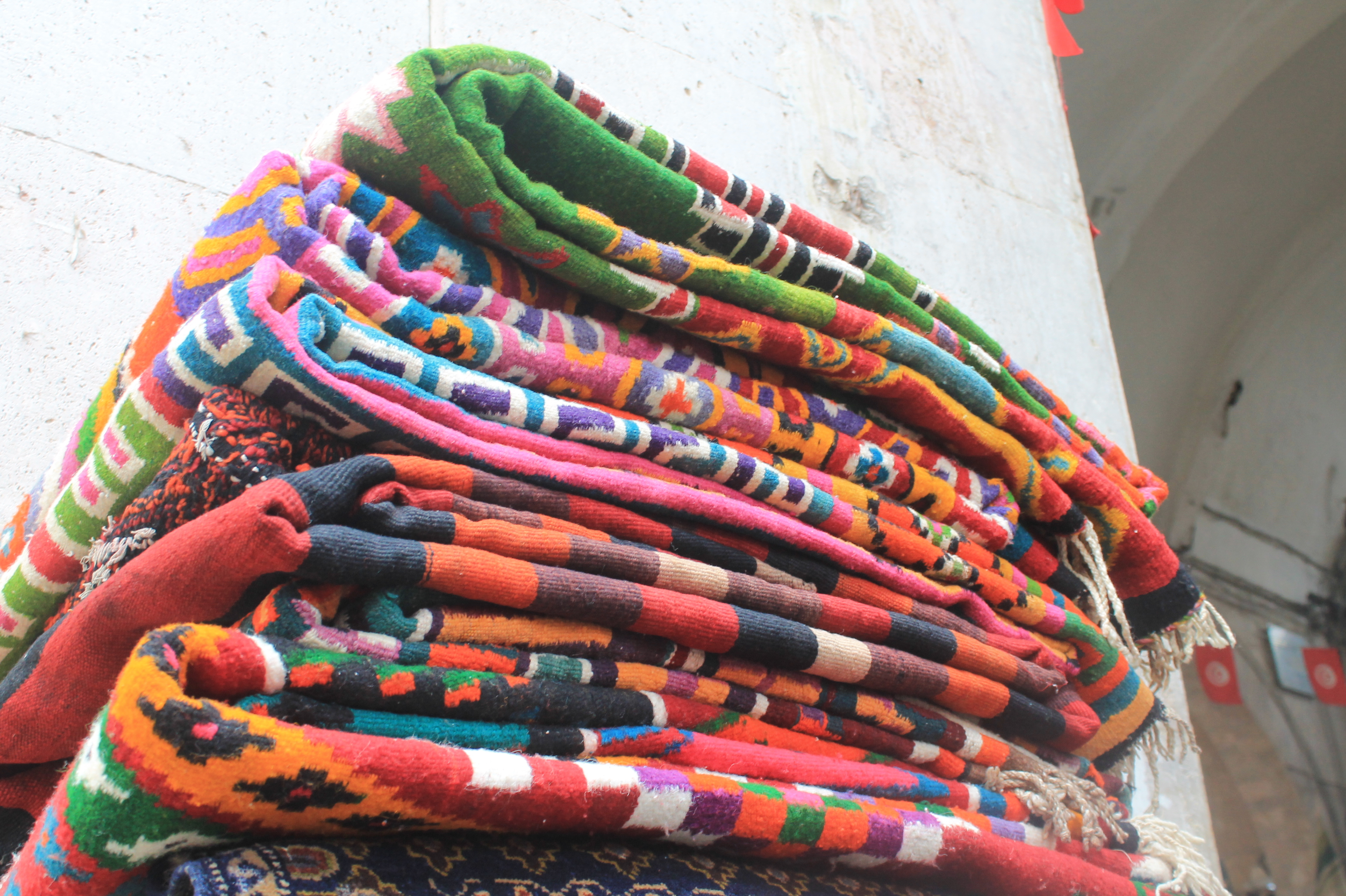
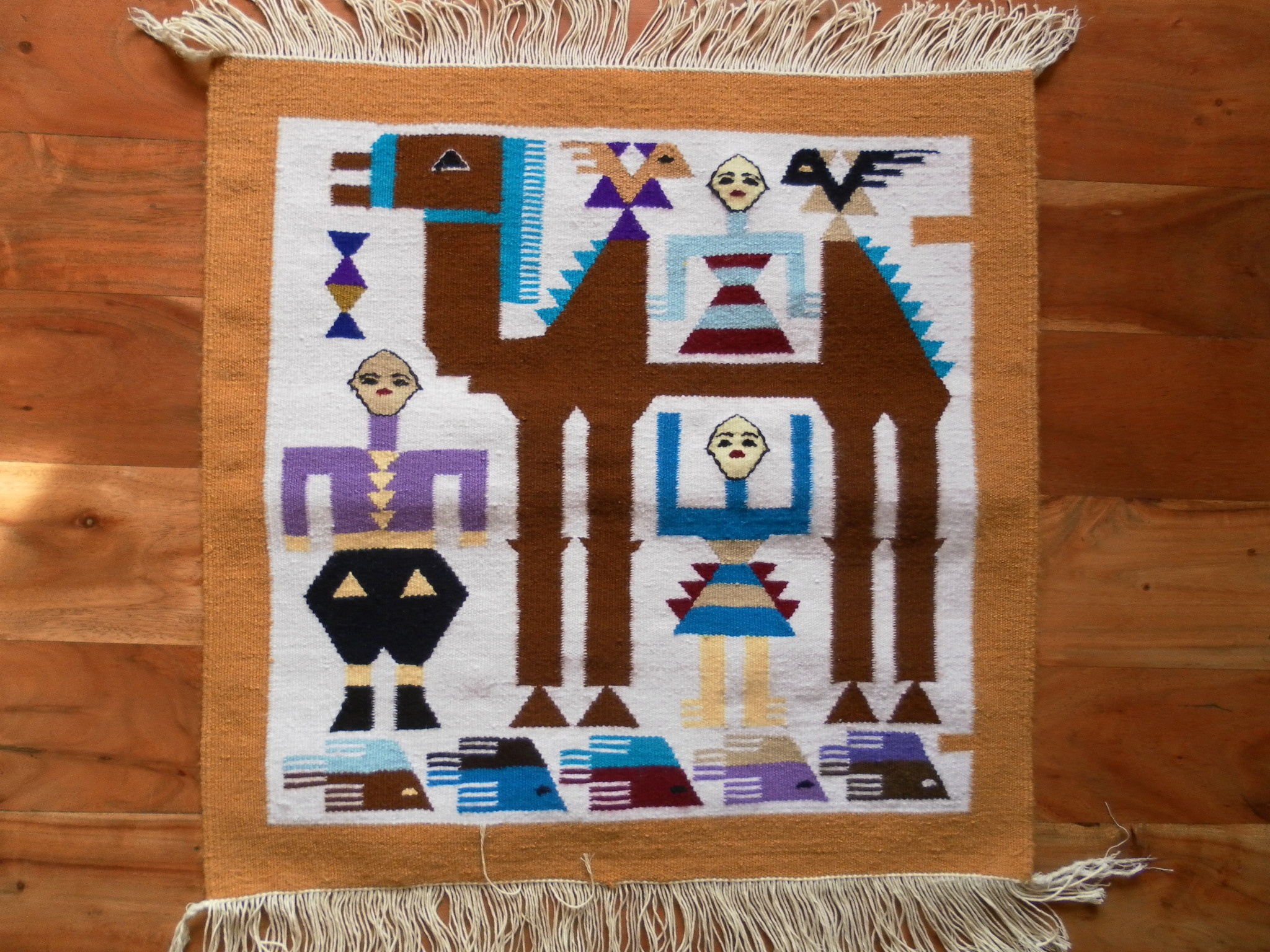
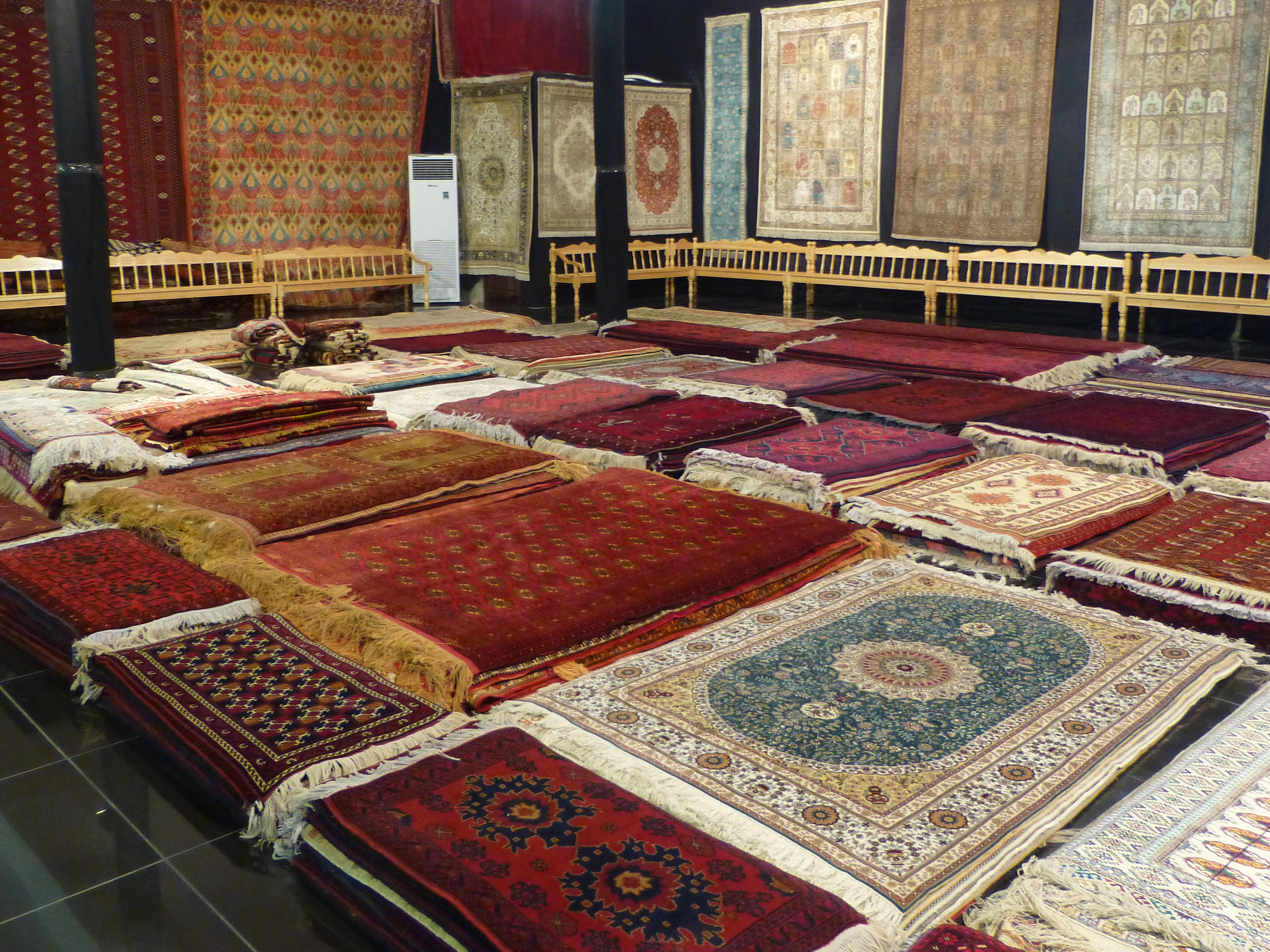
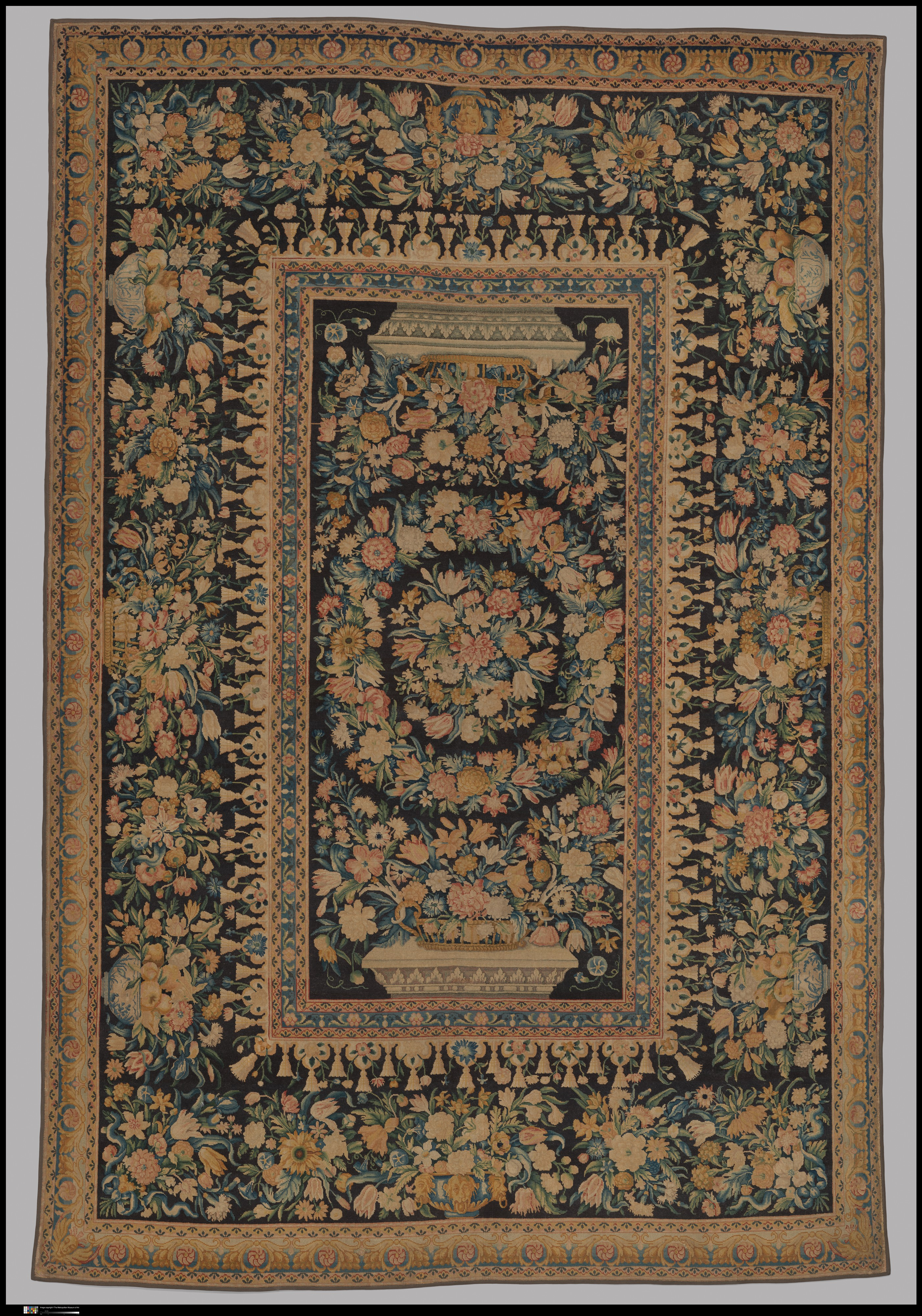
de la Savonnerie, XVIIe
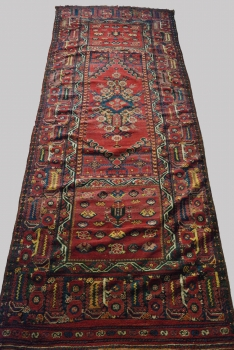
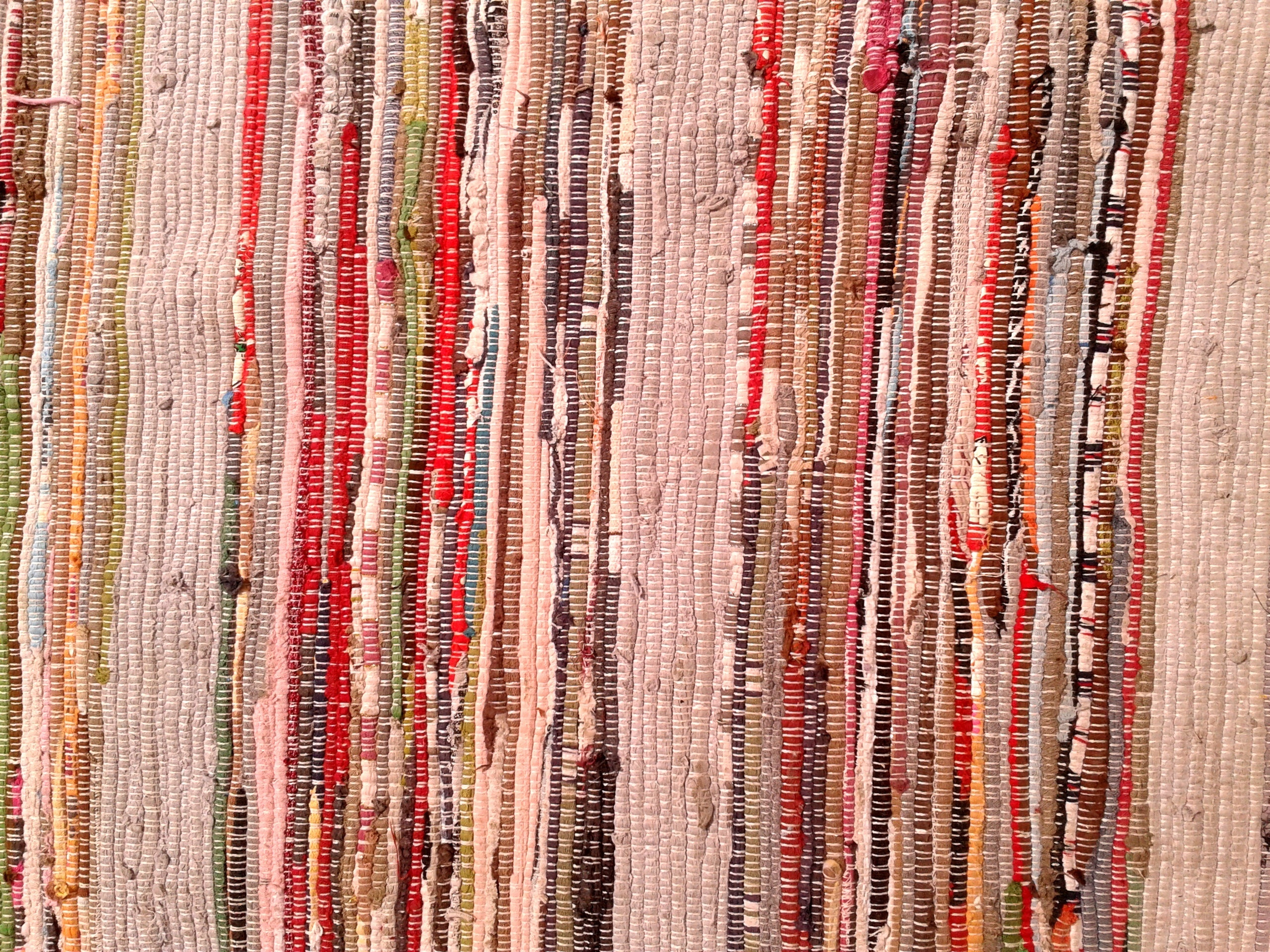
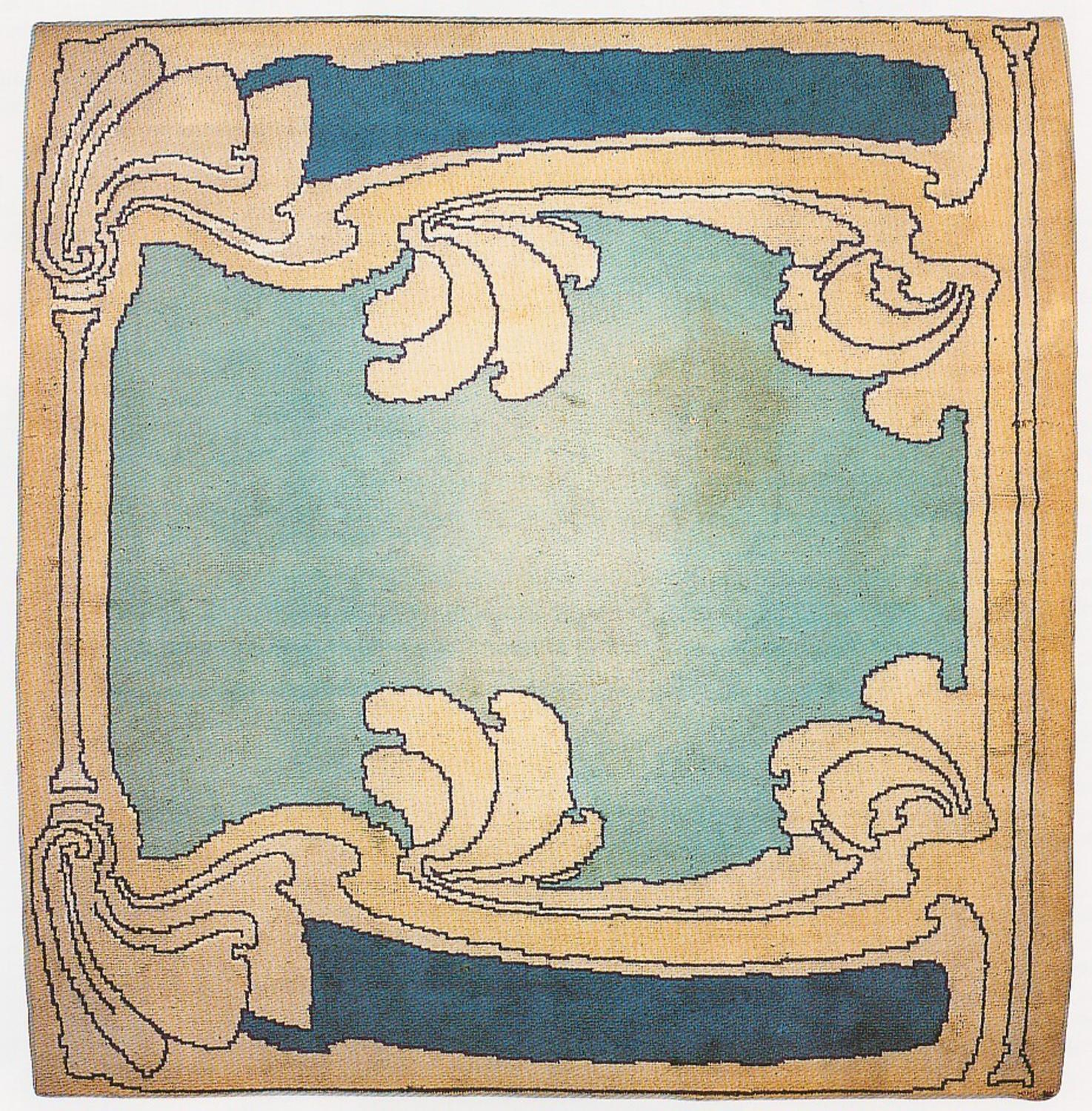
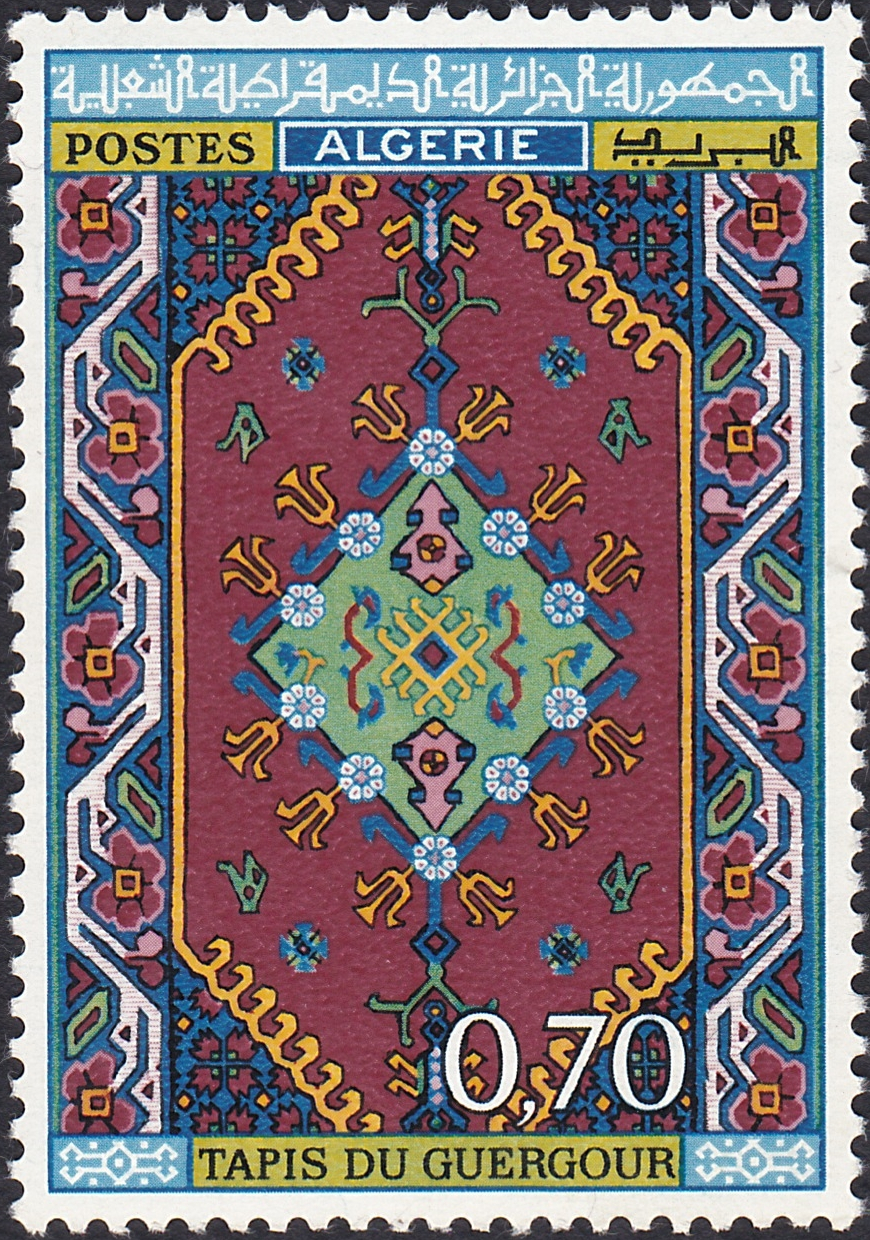
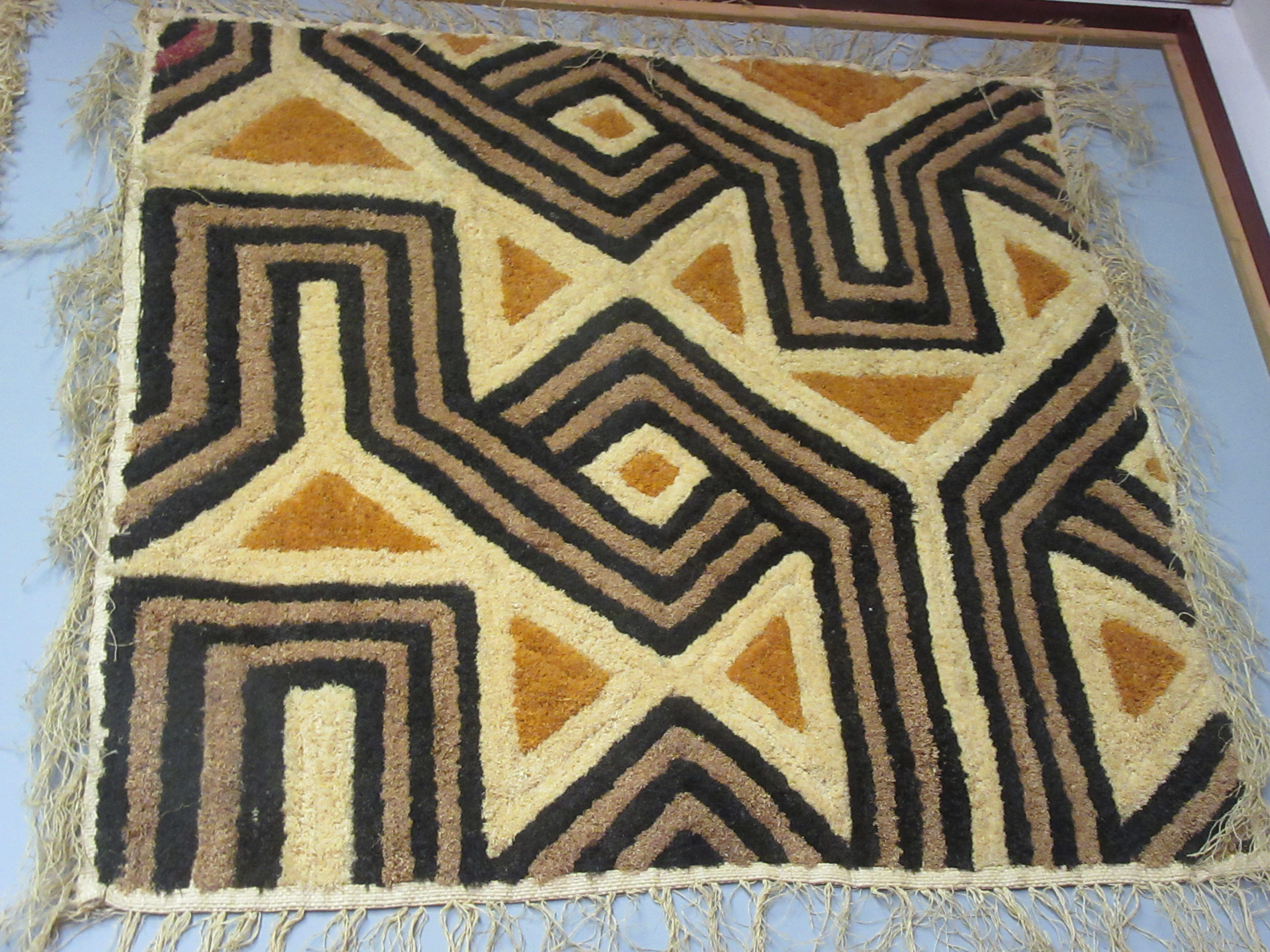
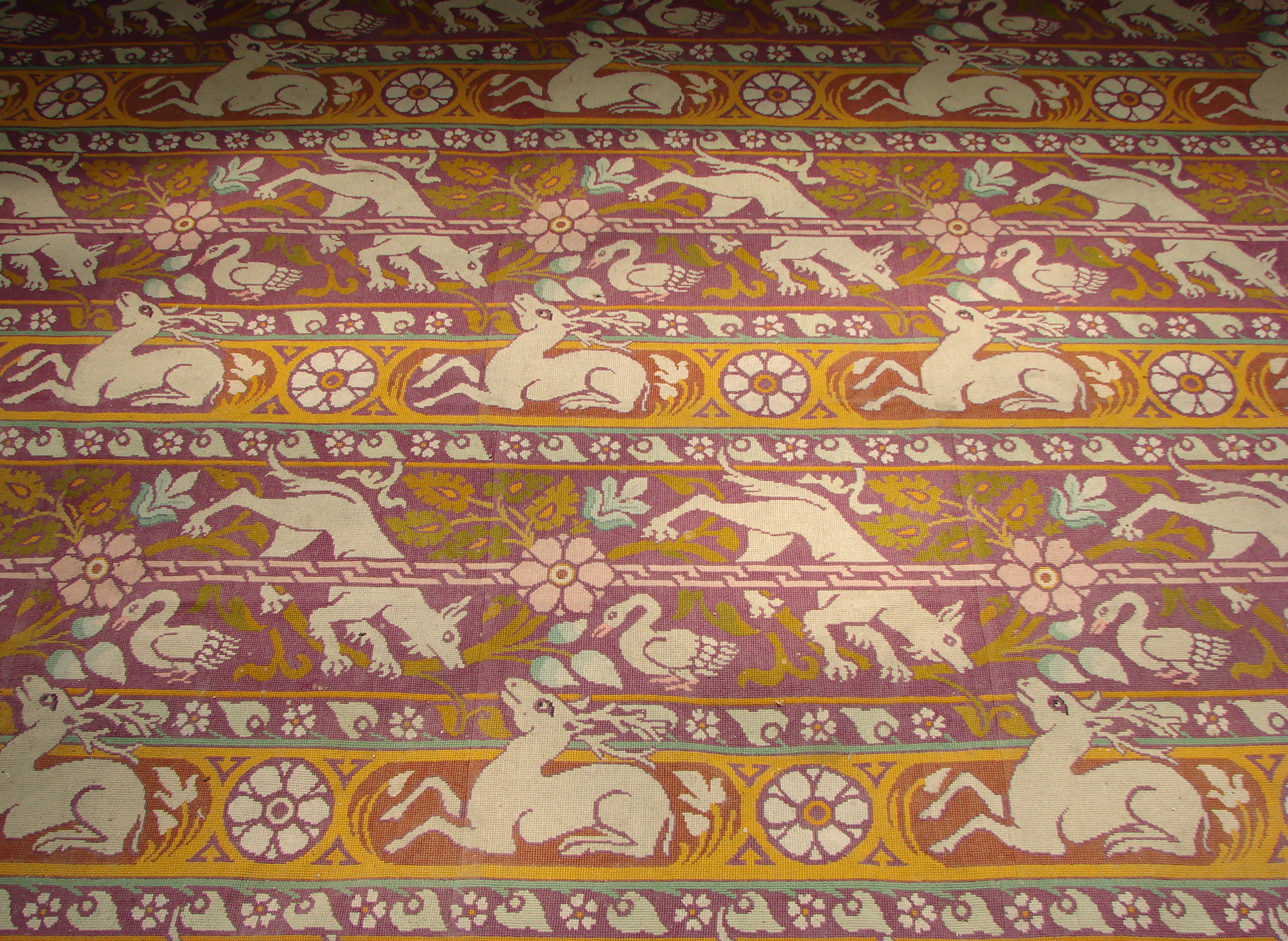
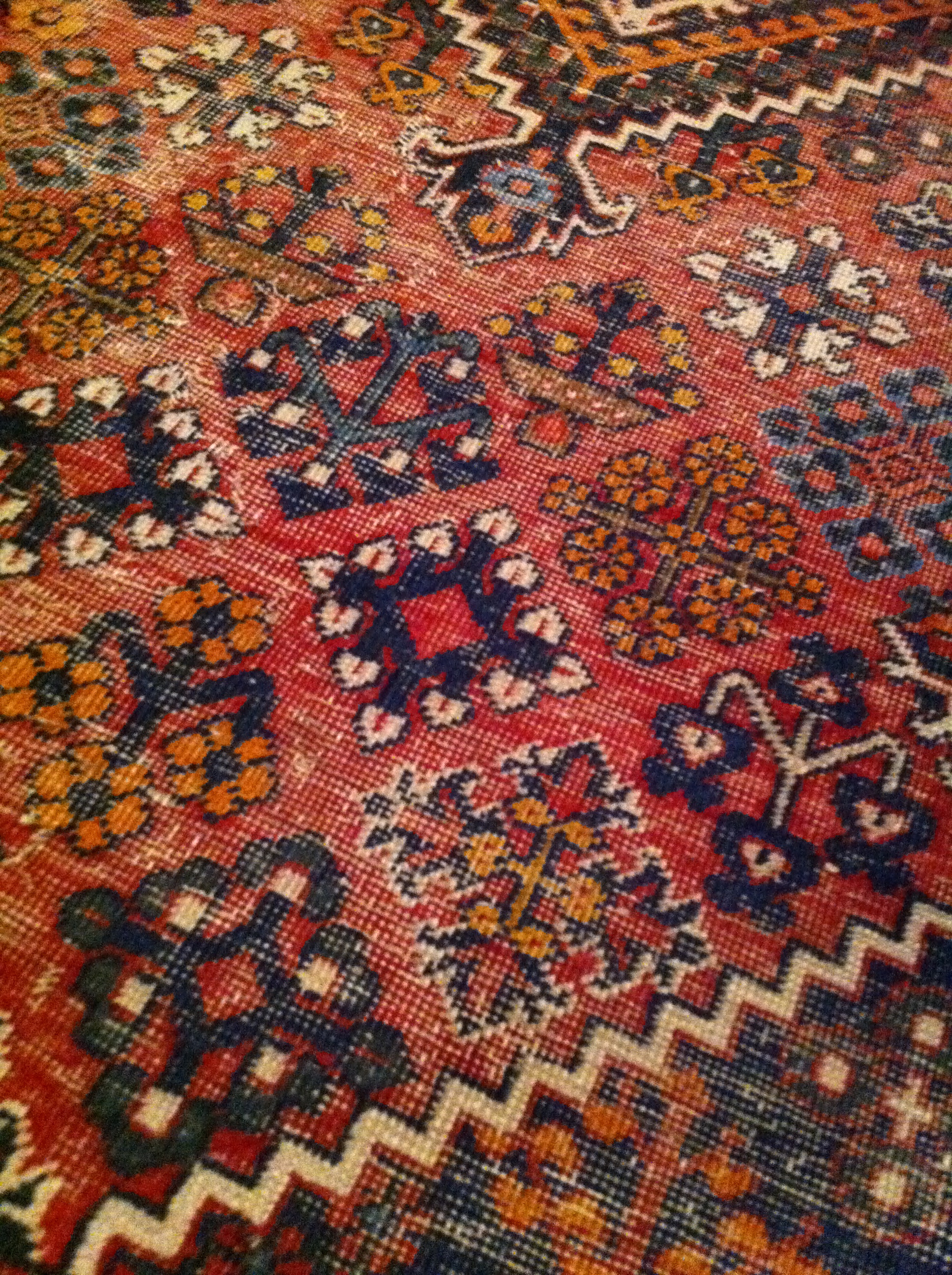
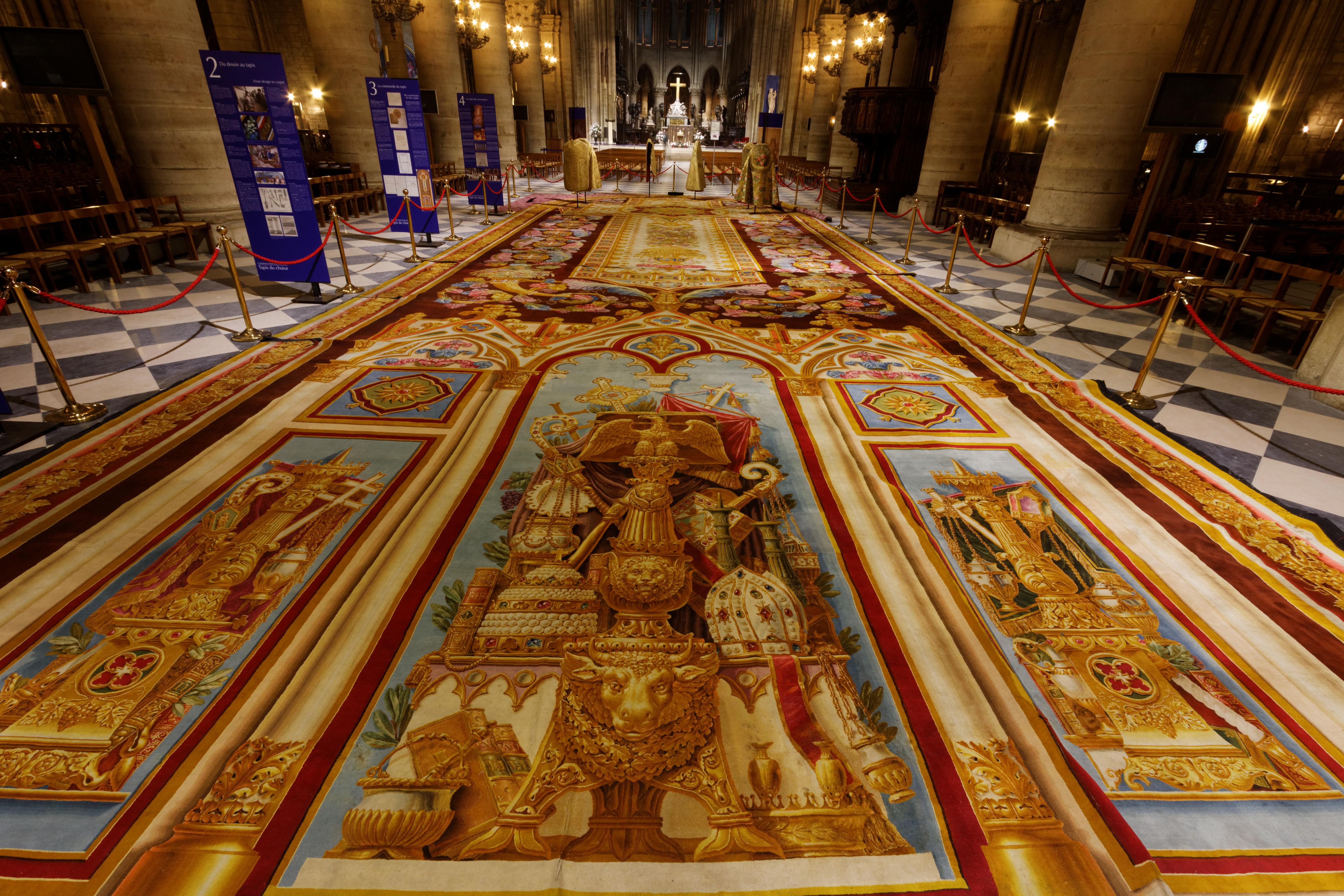
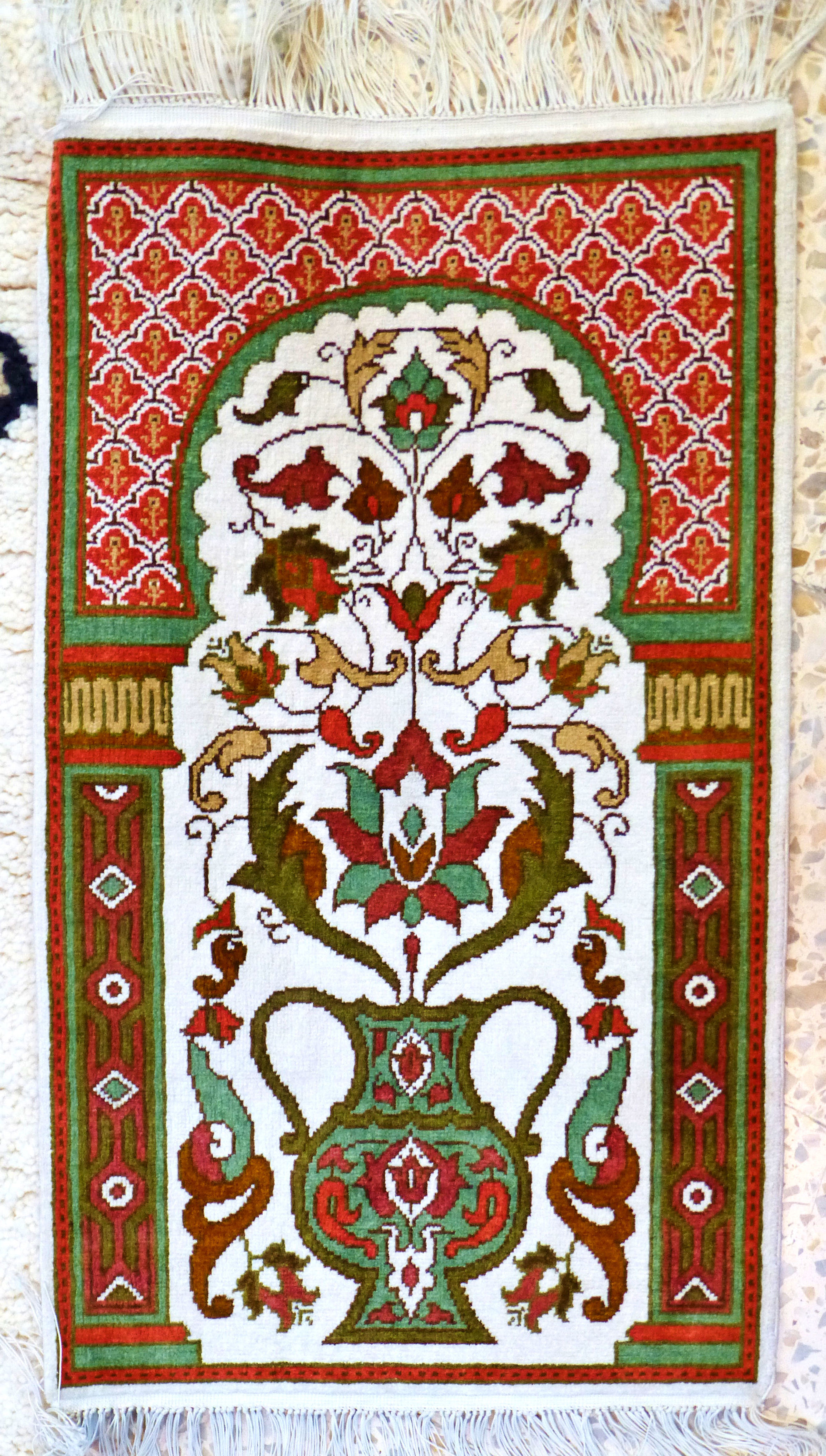
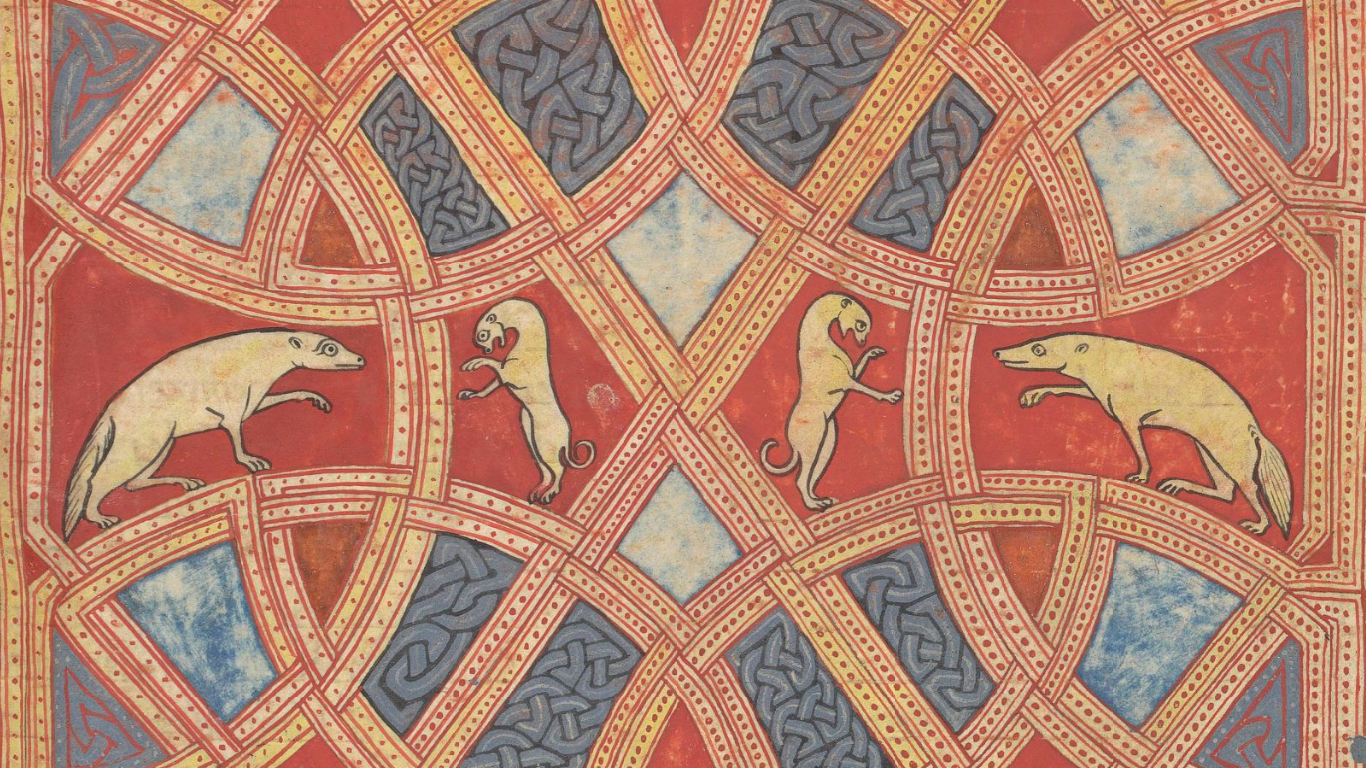
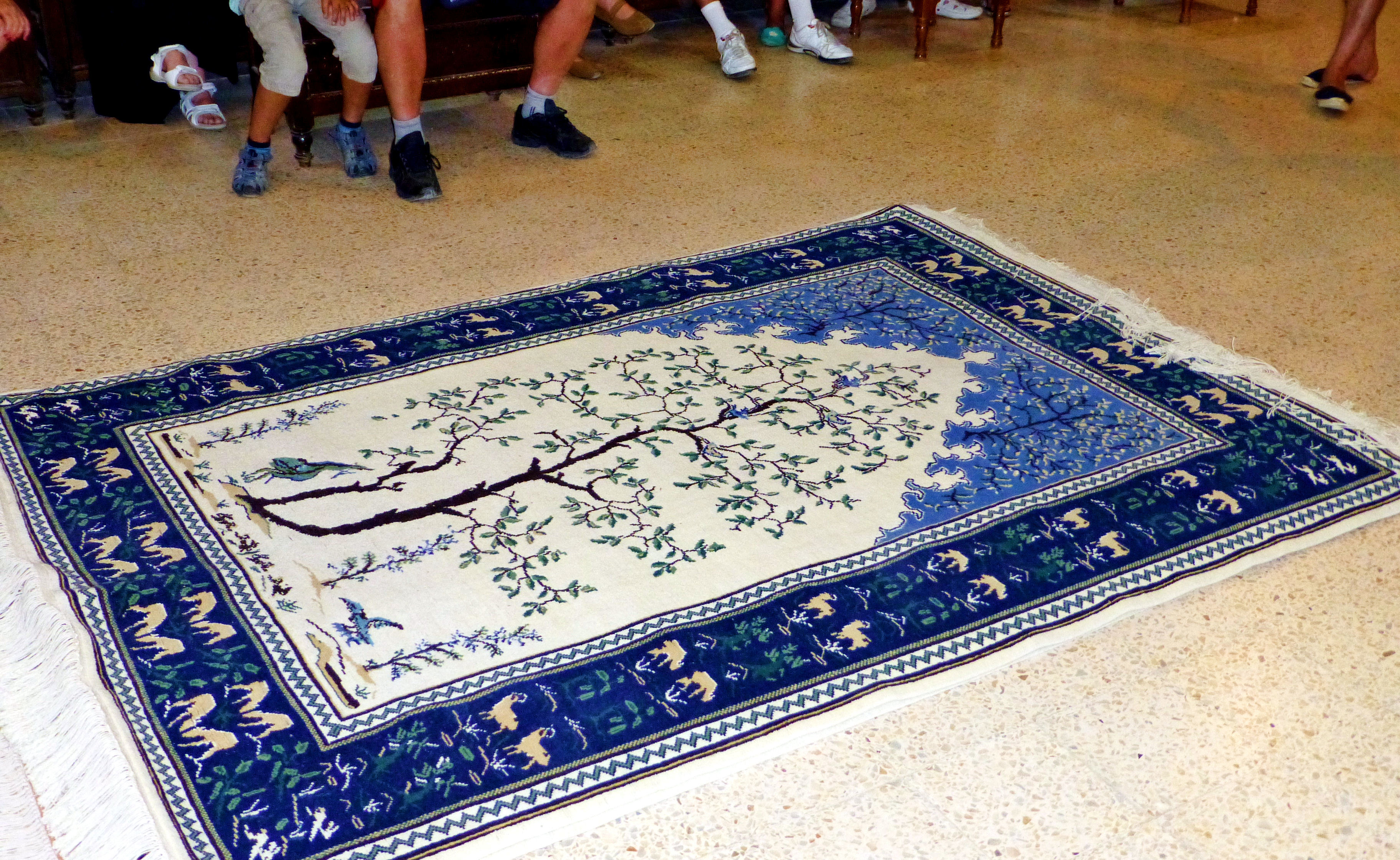
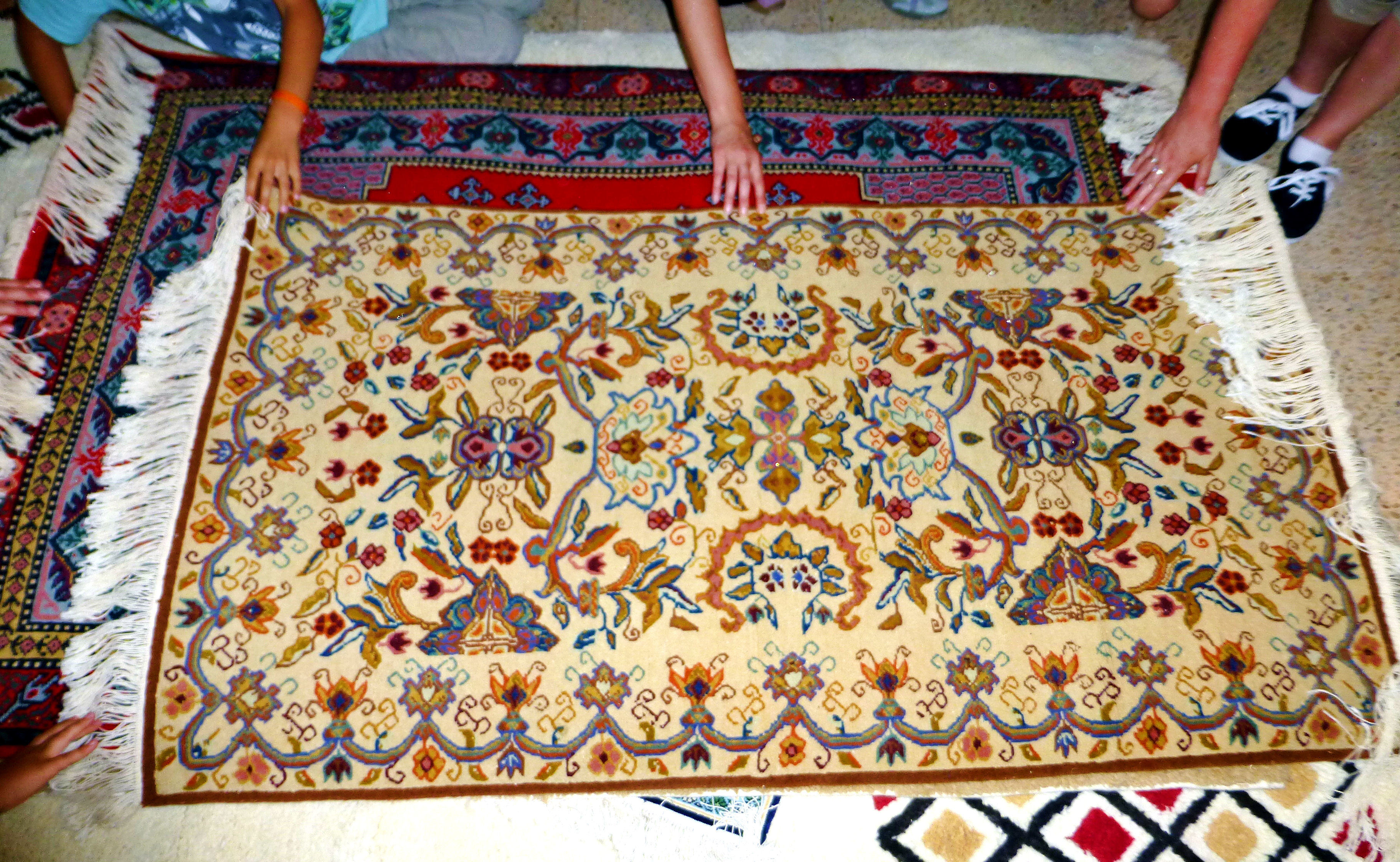
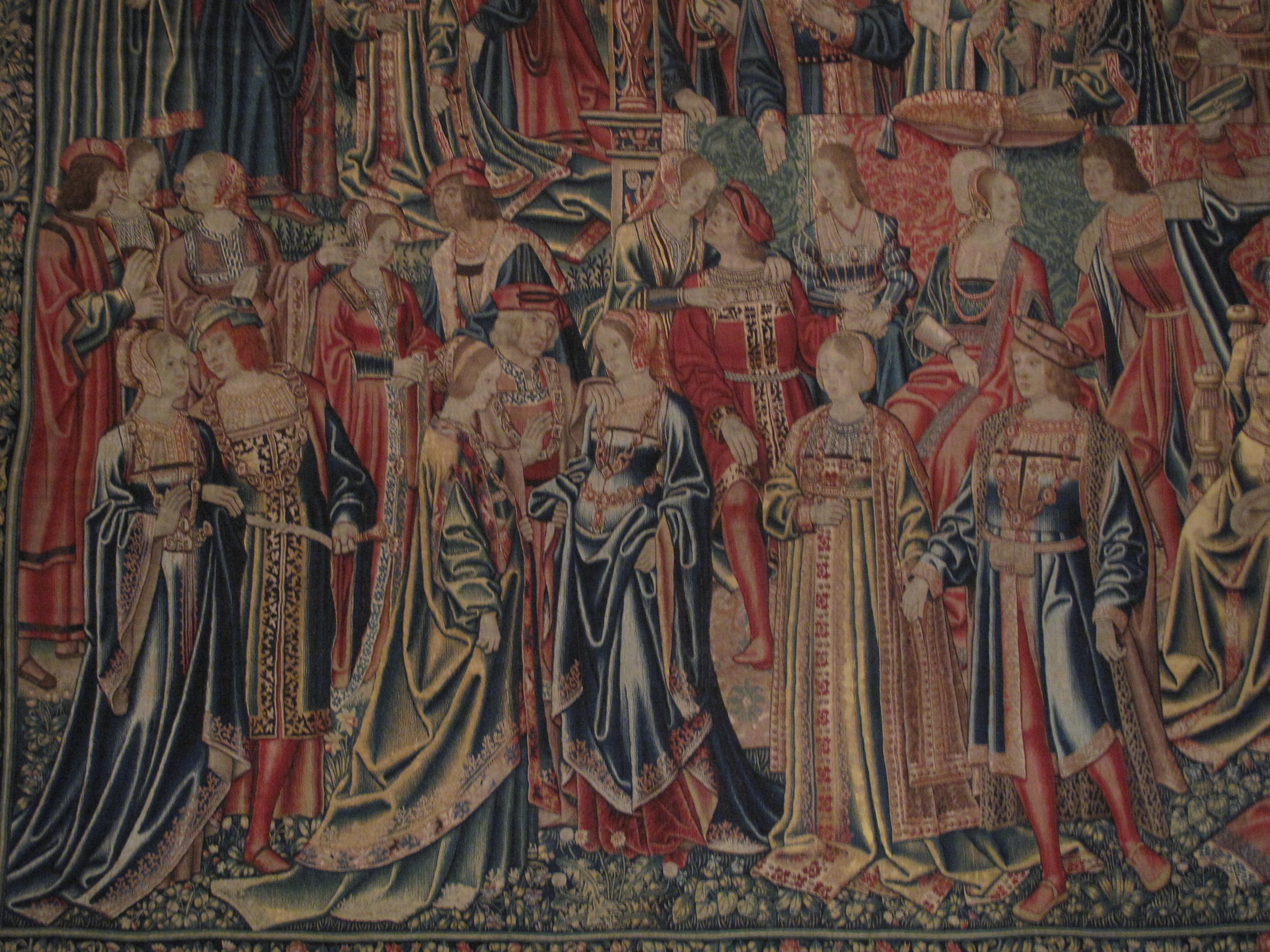
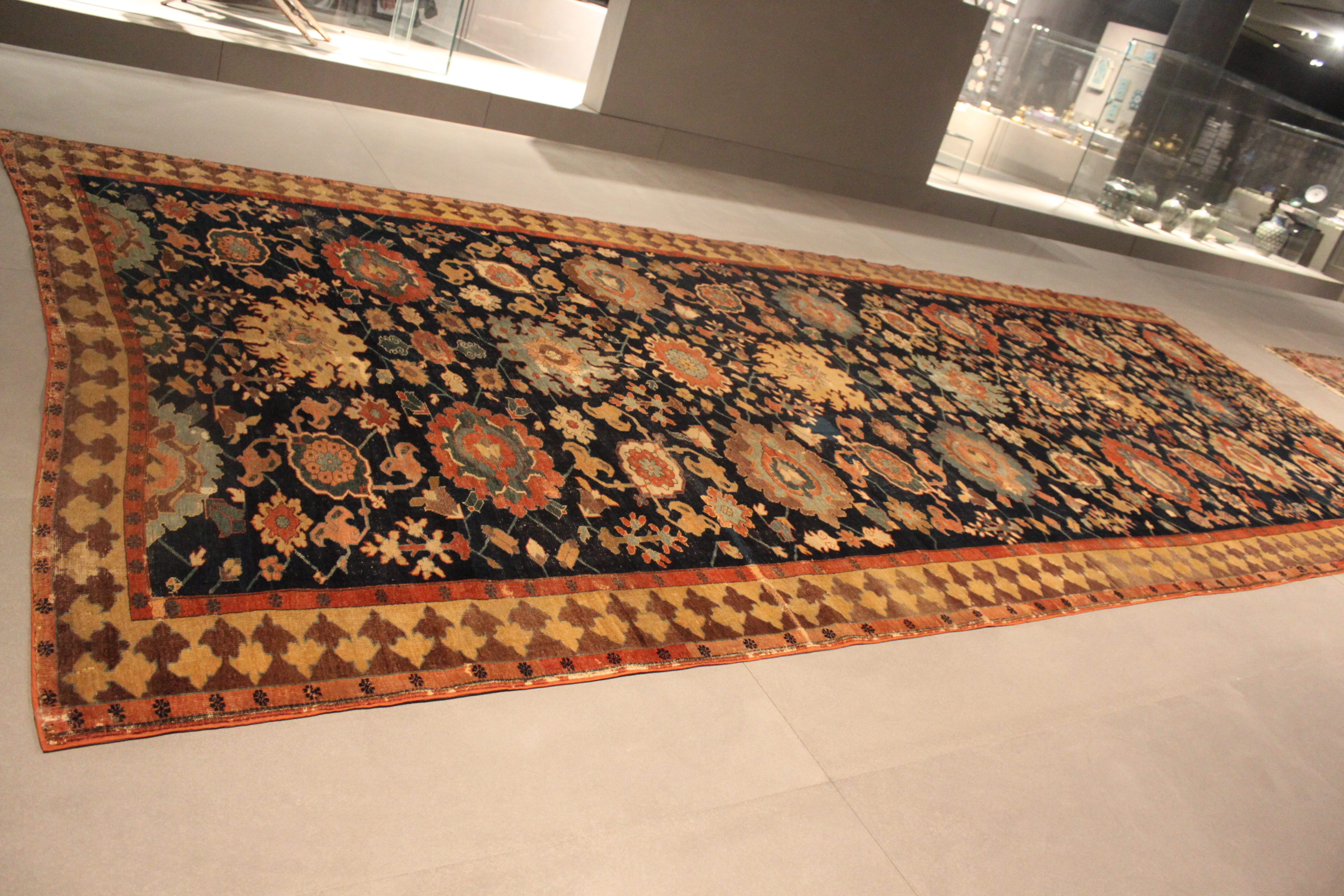
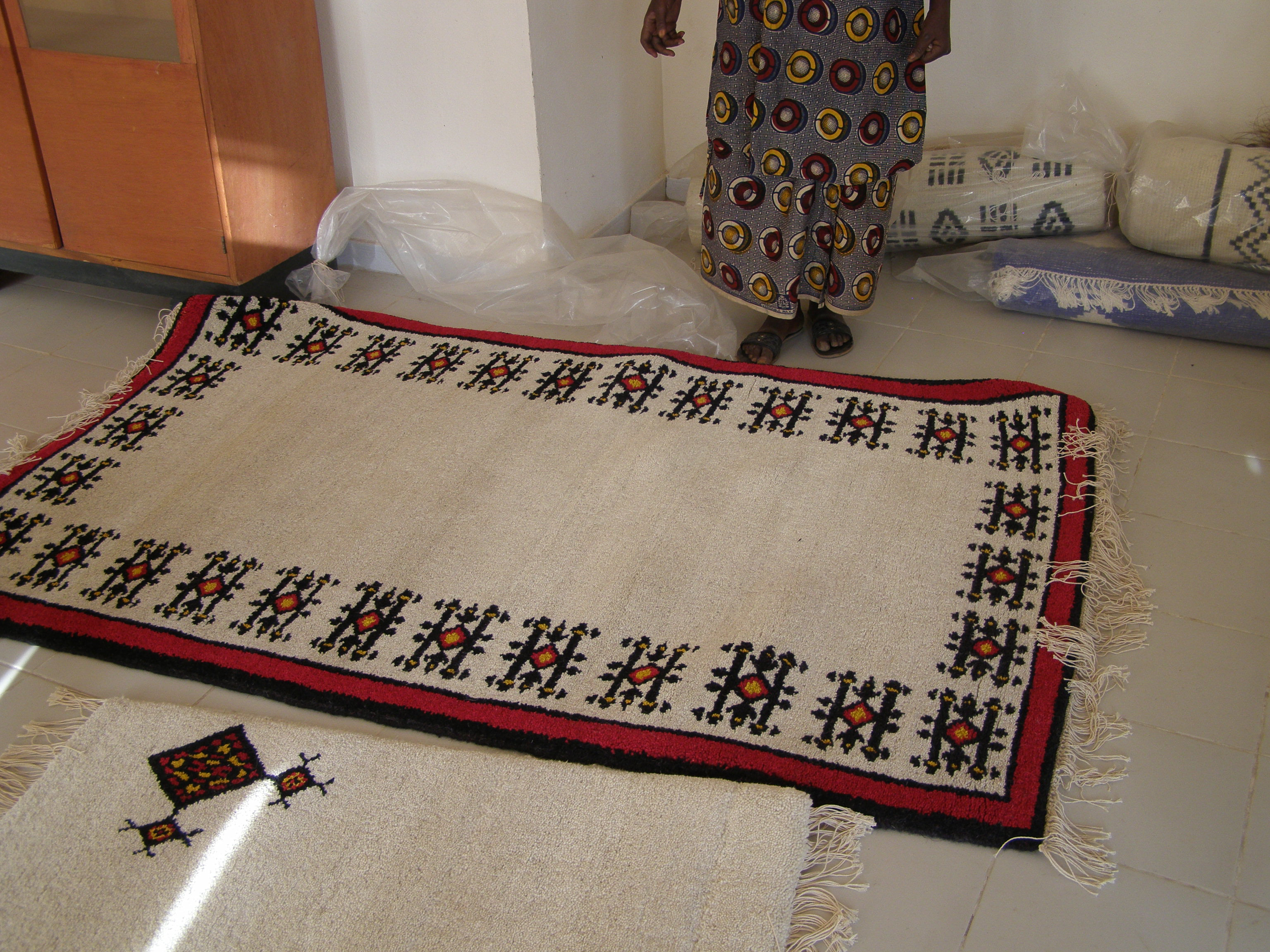
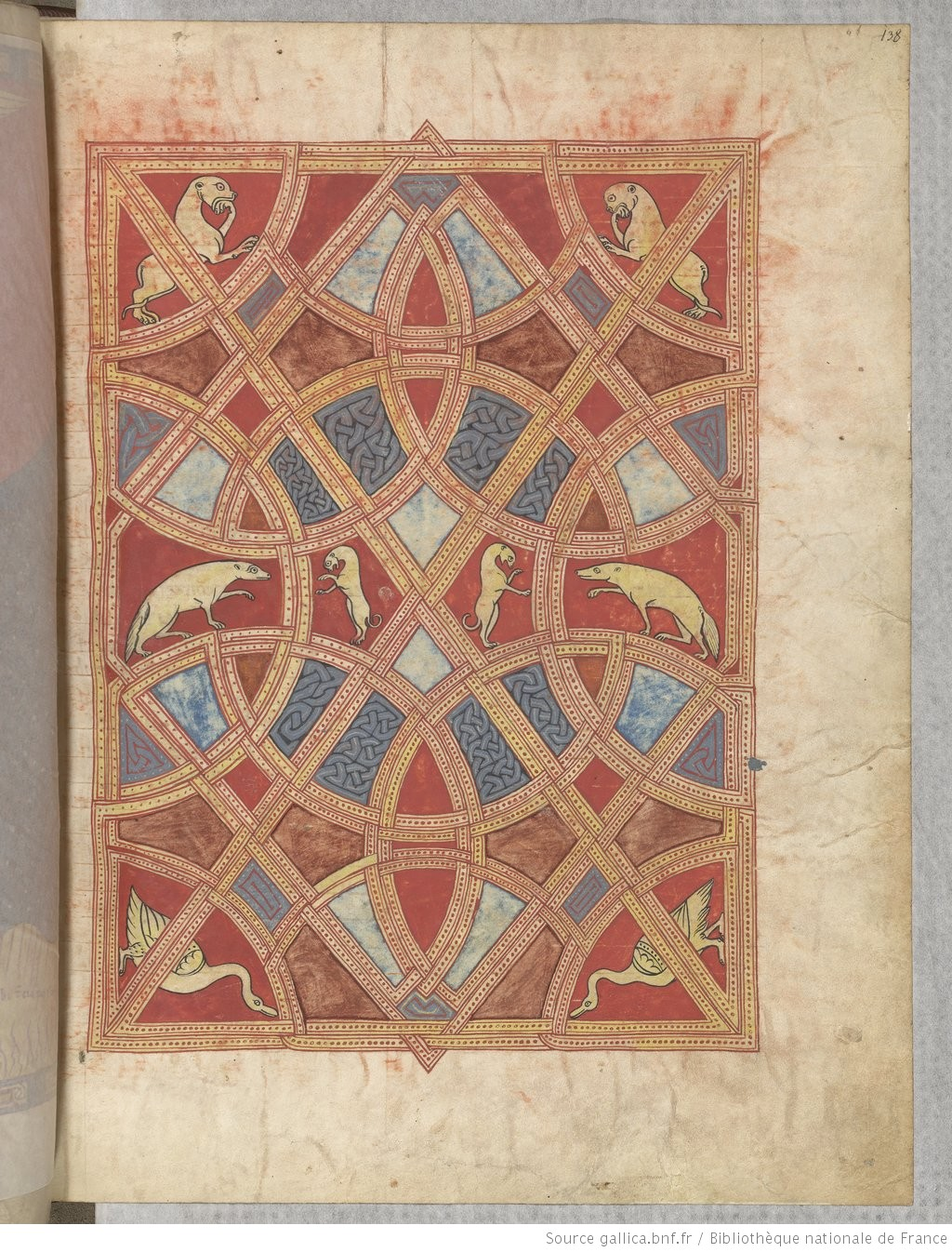
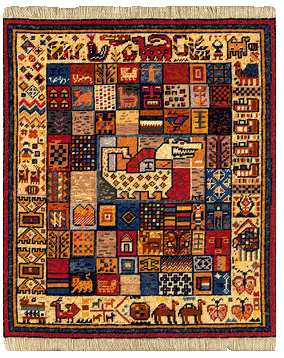
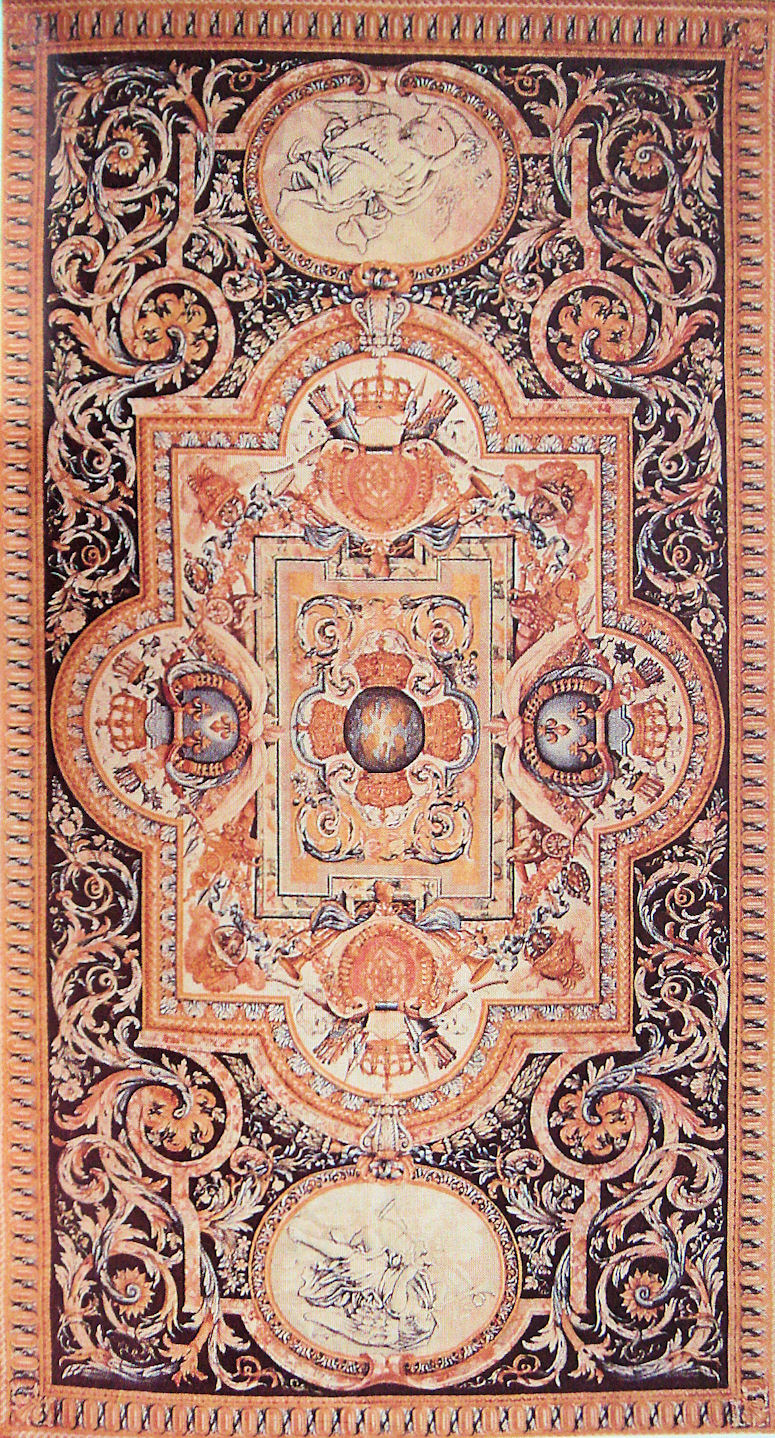
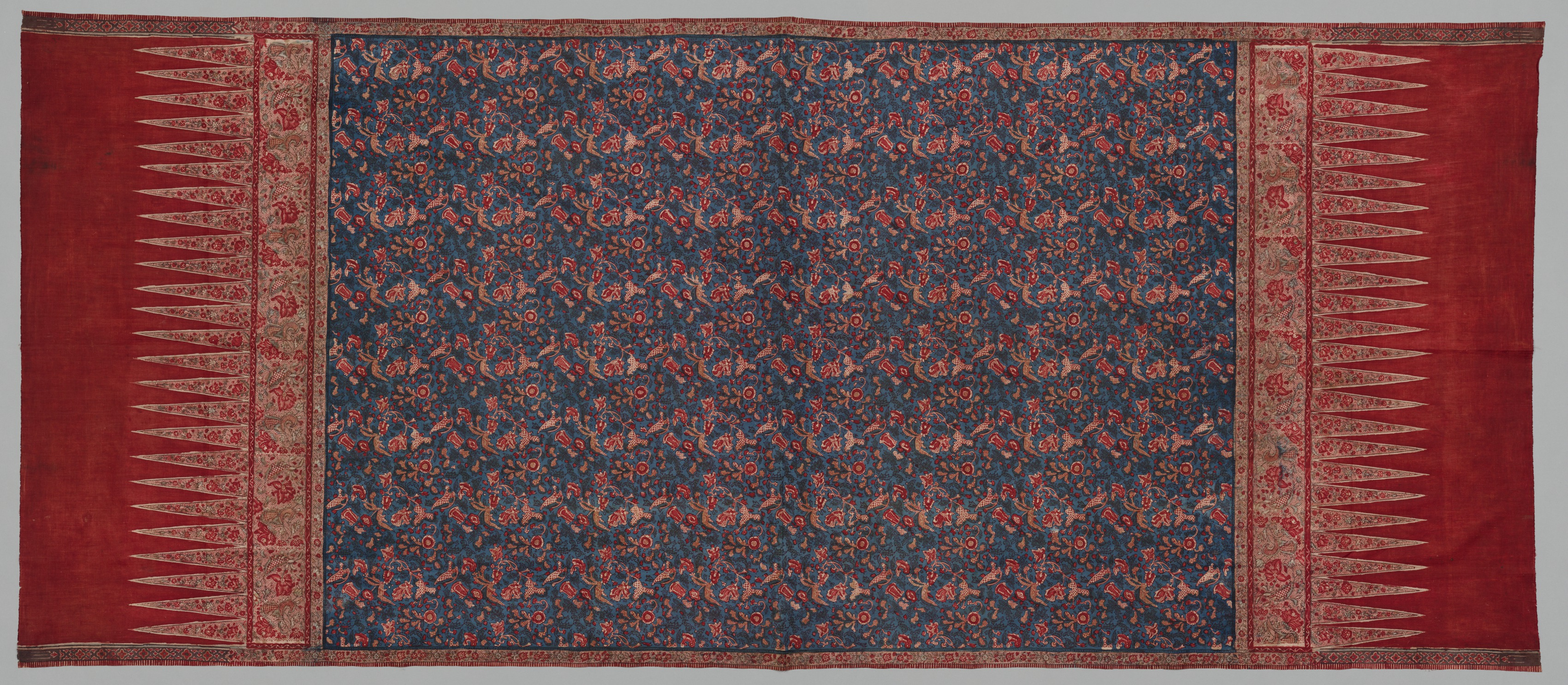
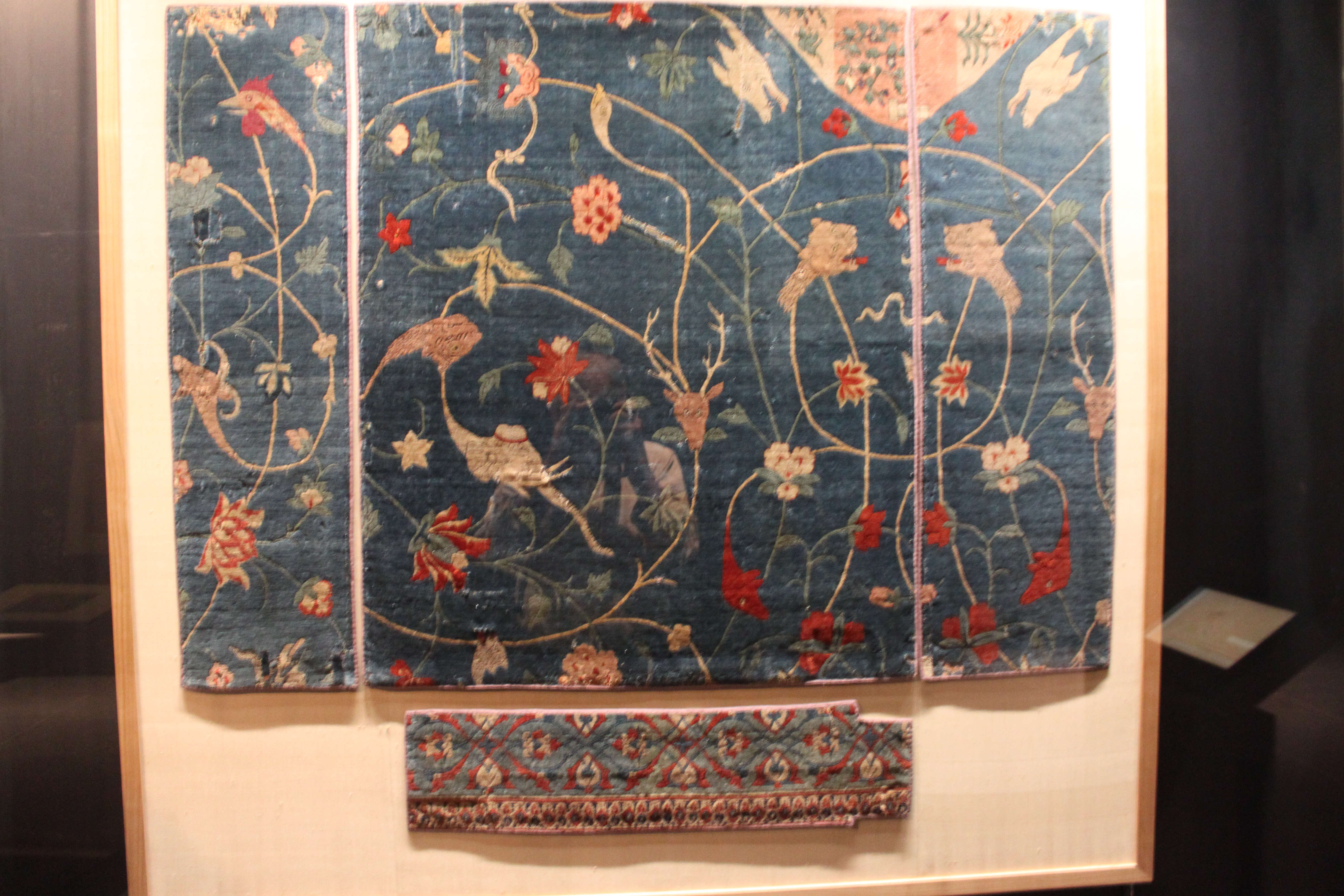
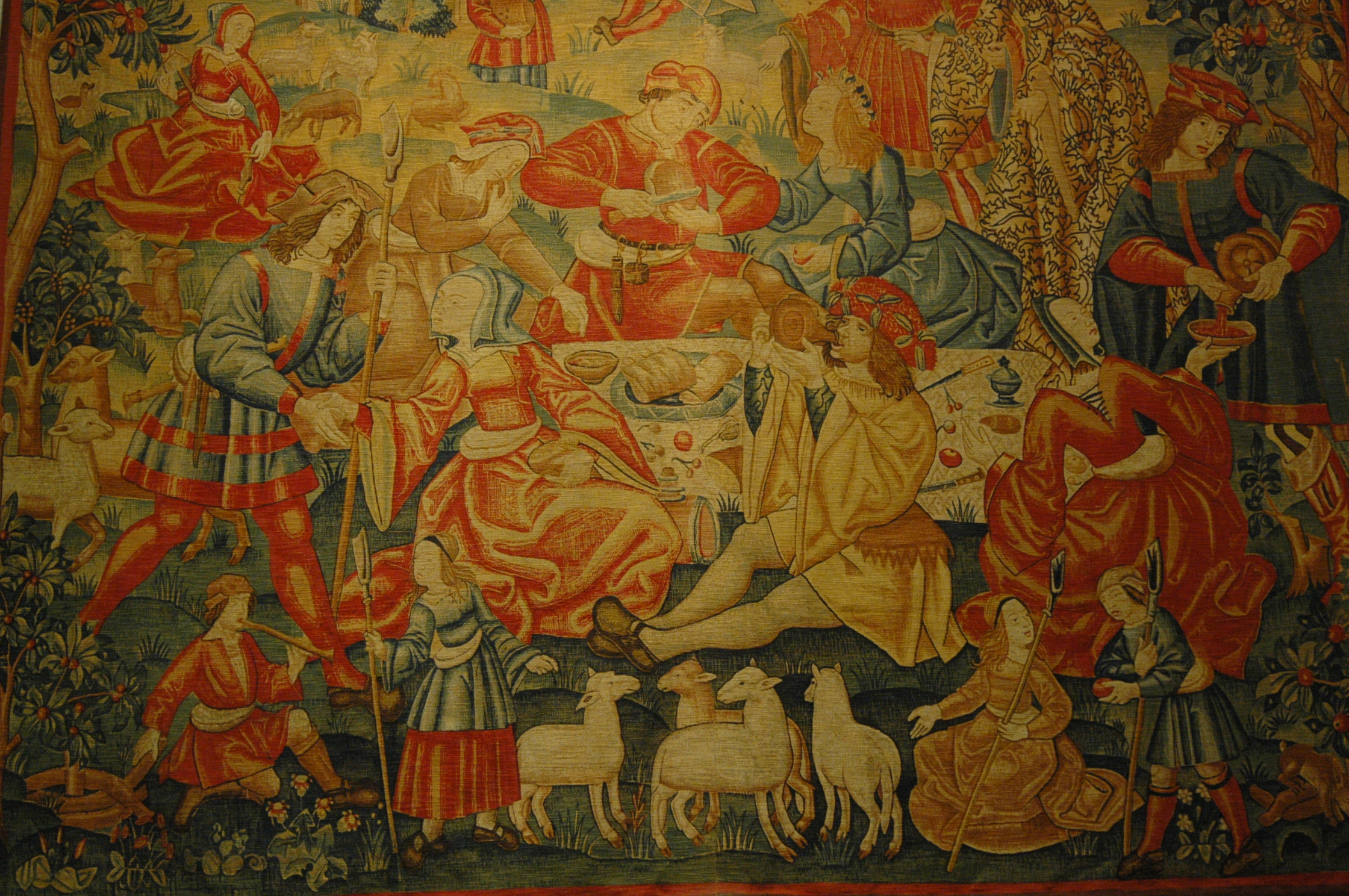
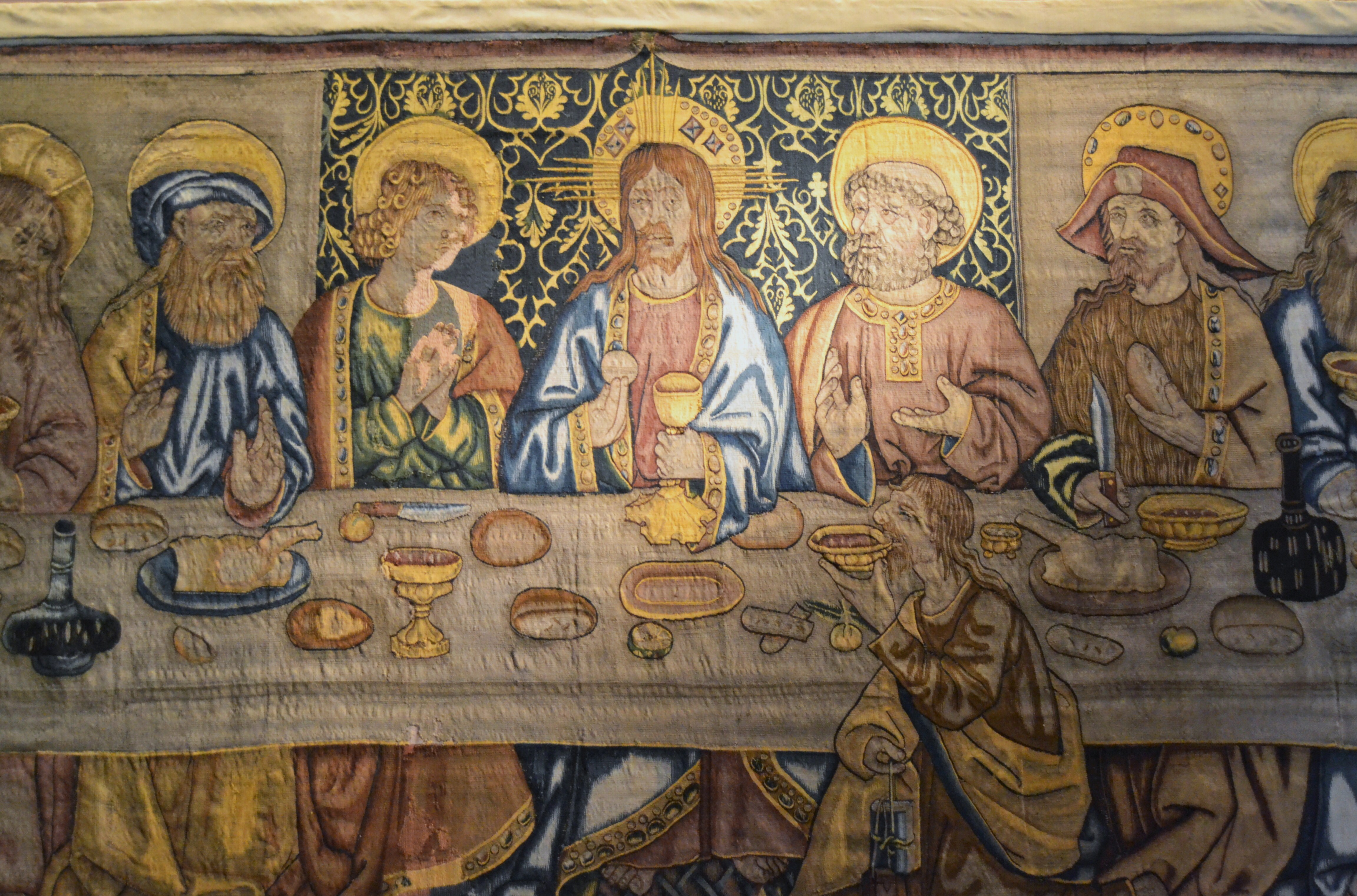
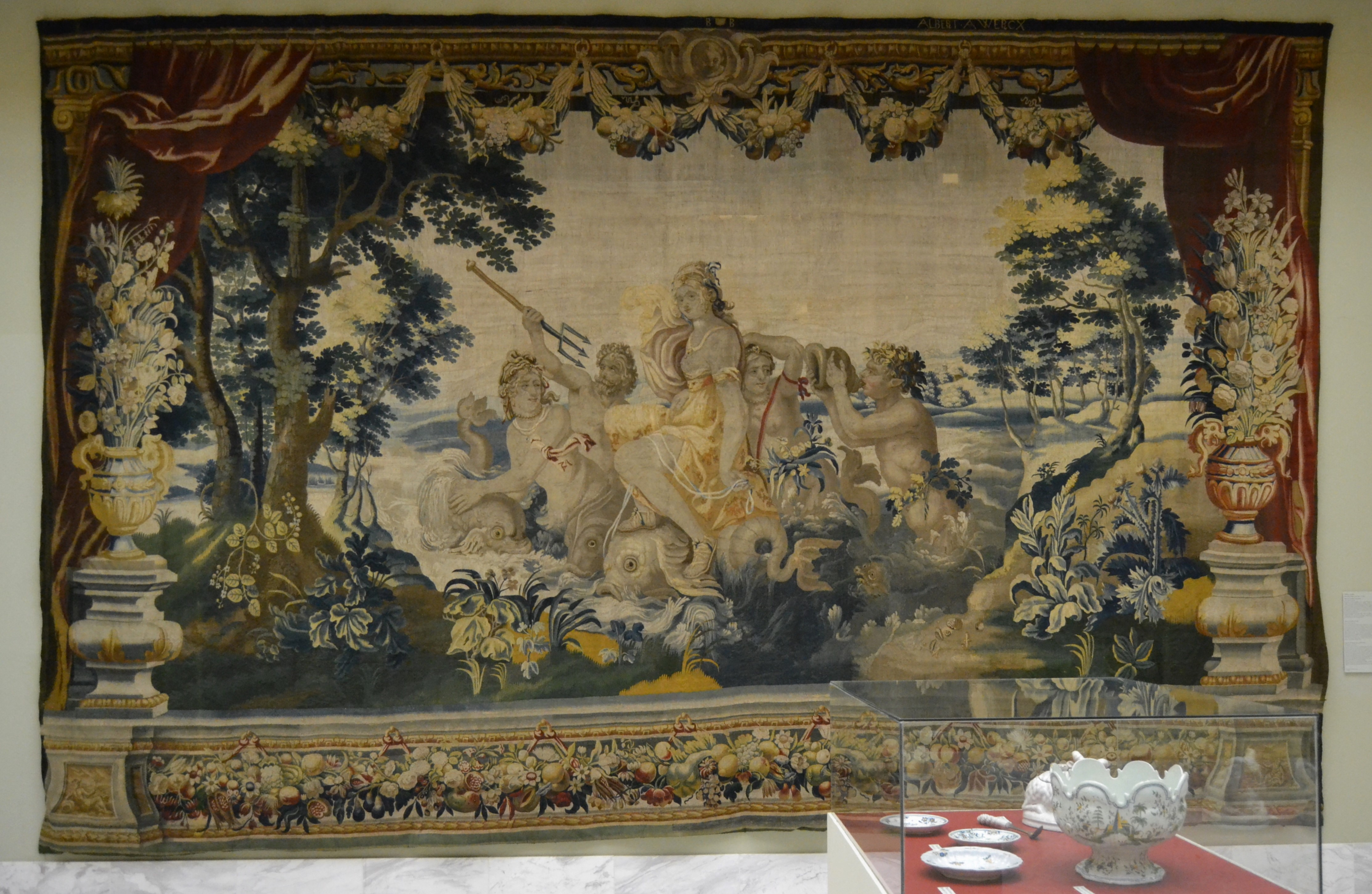
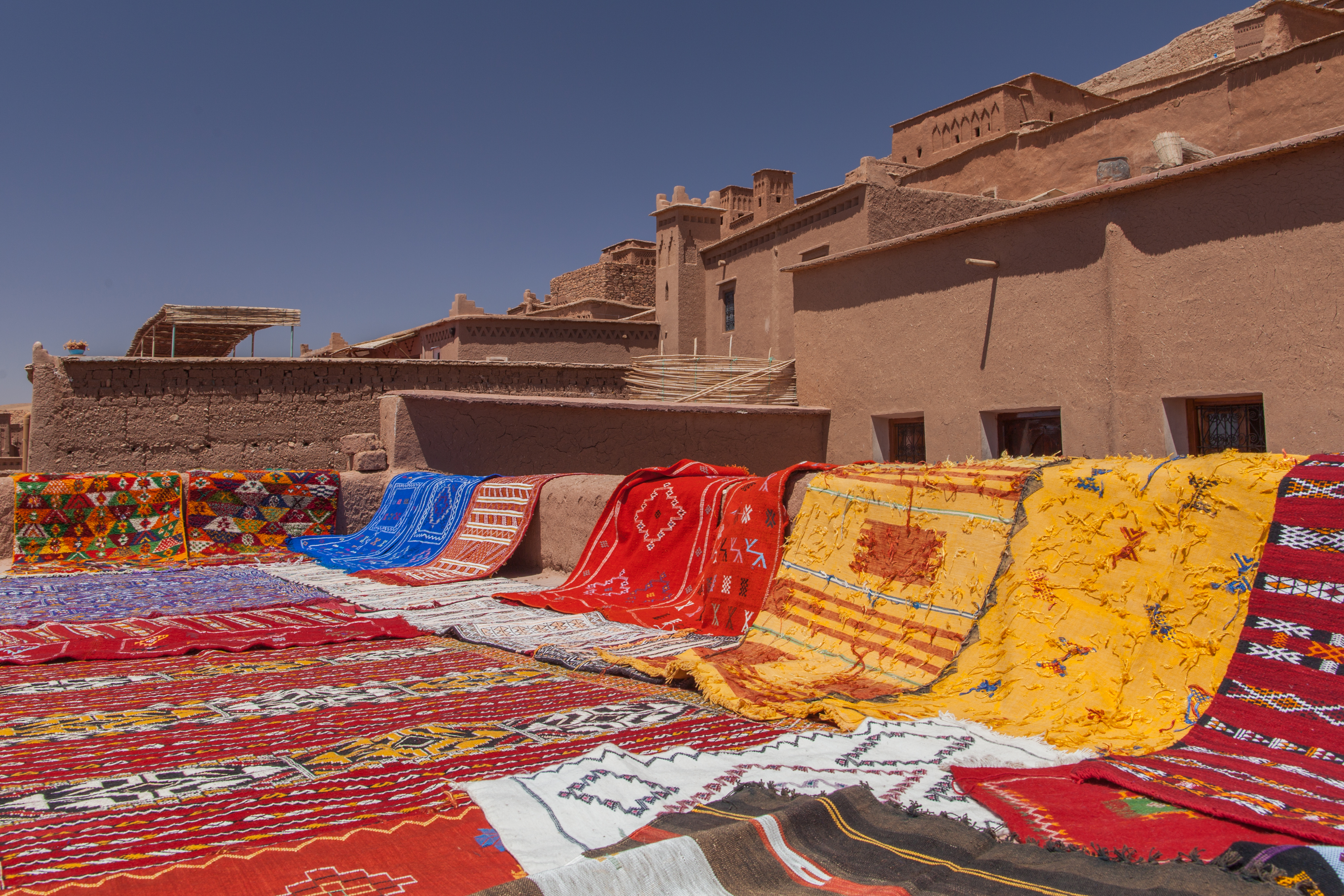
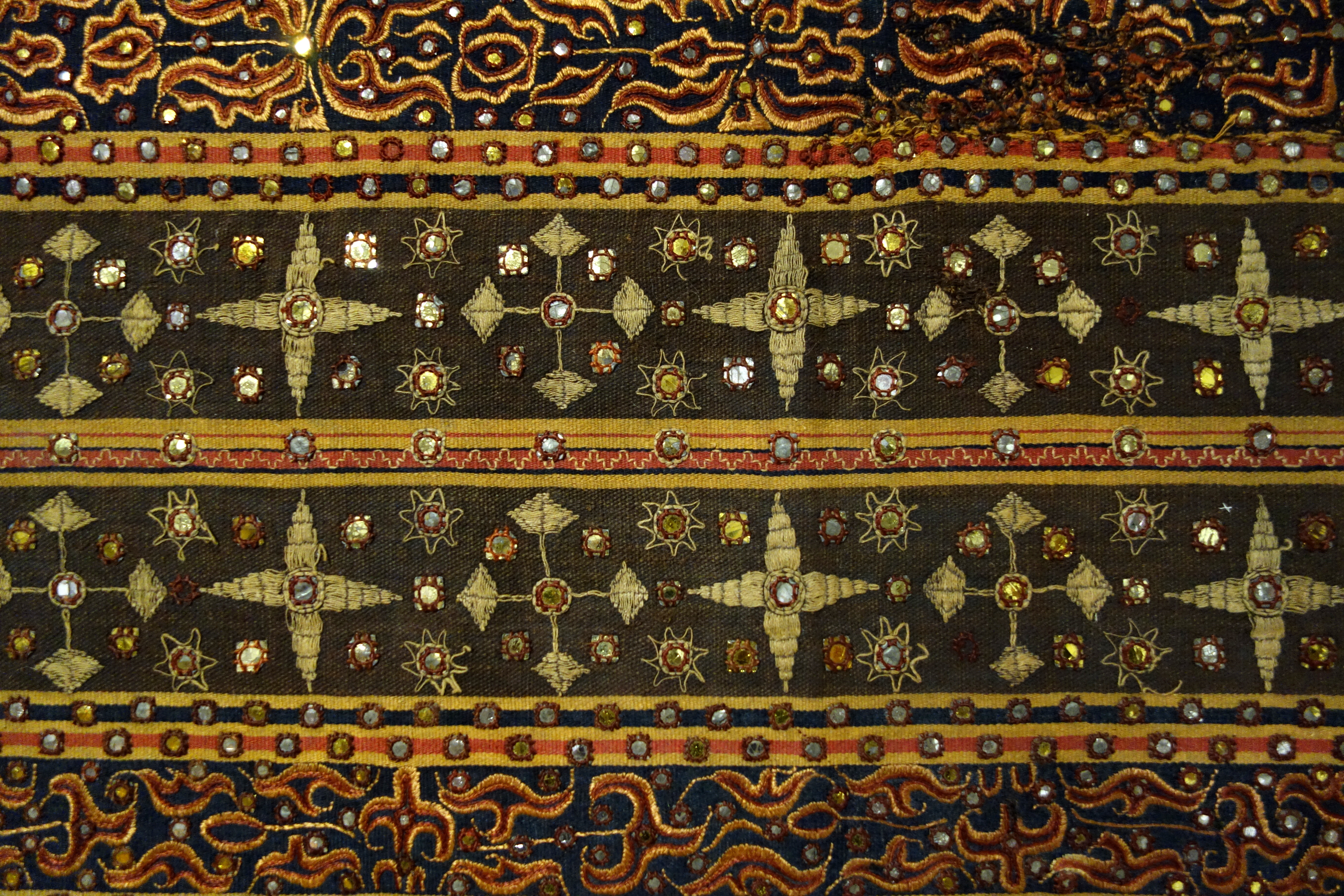
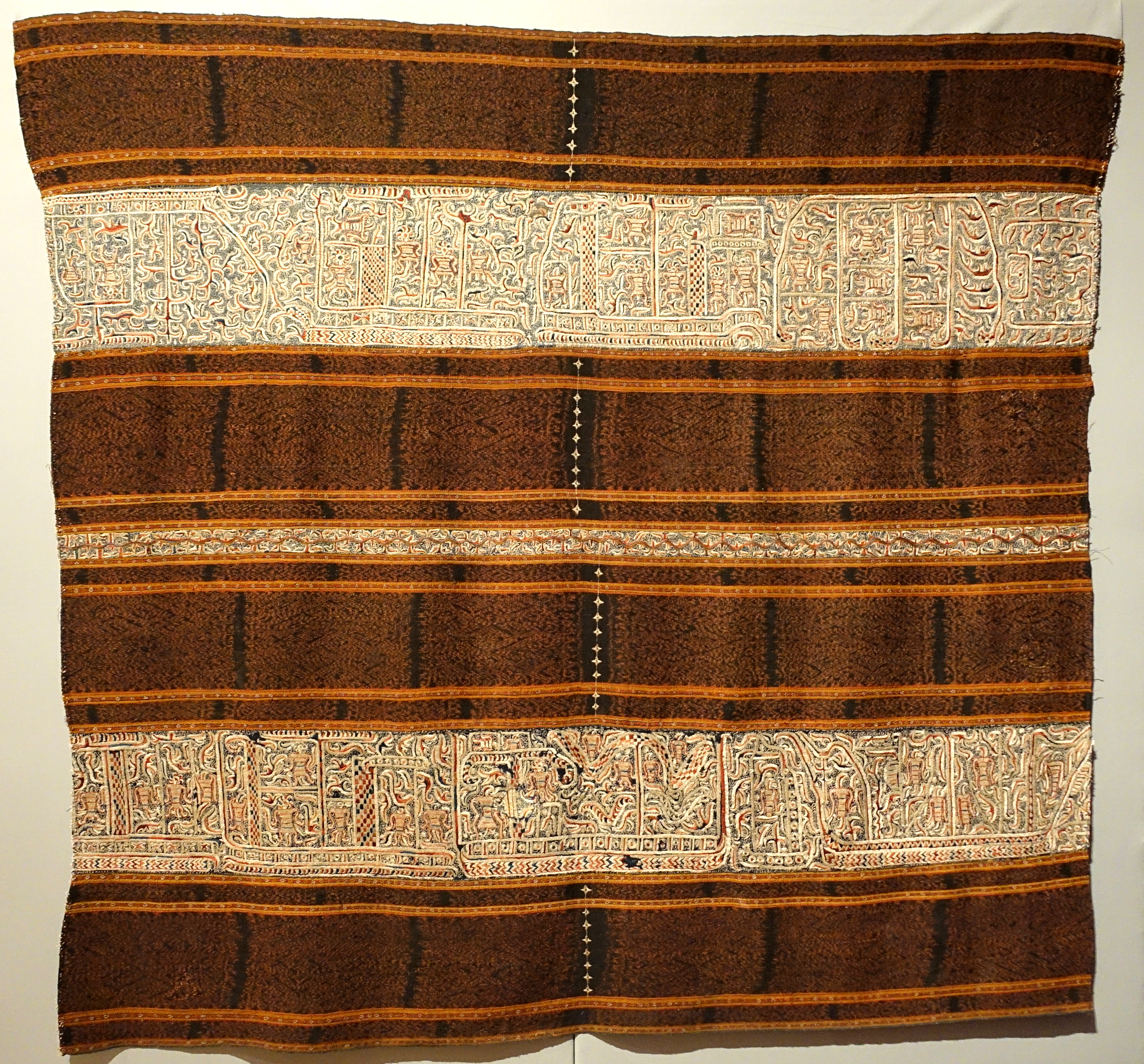
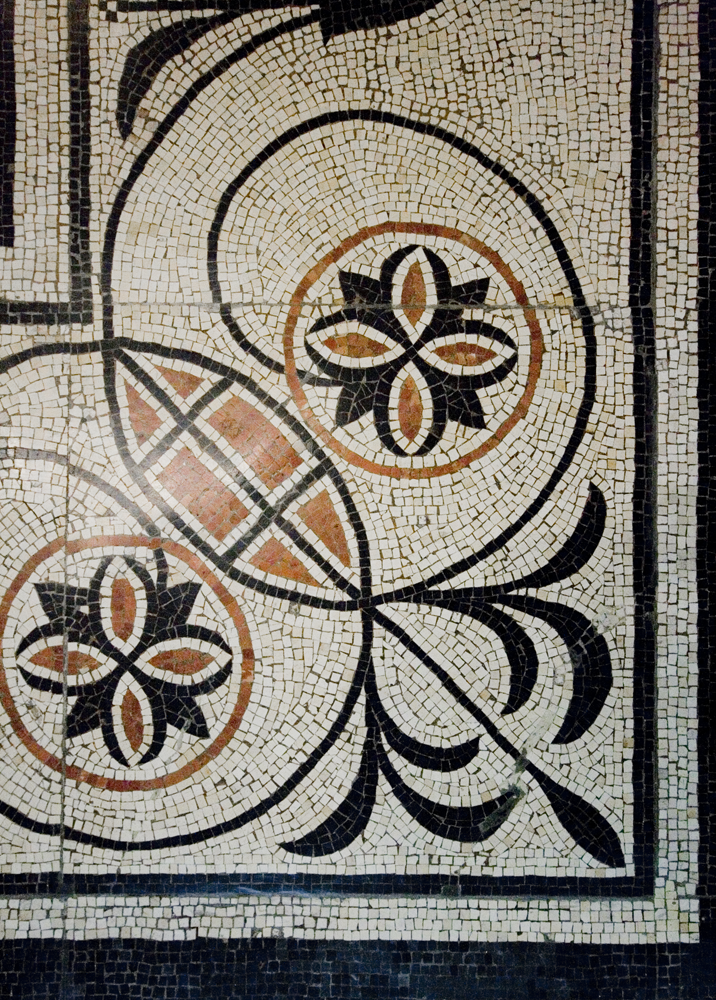
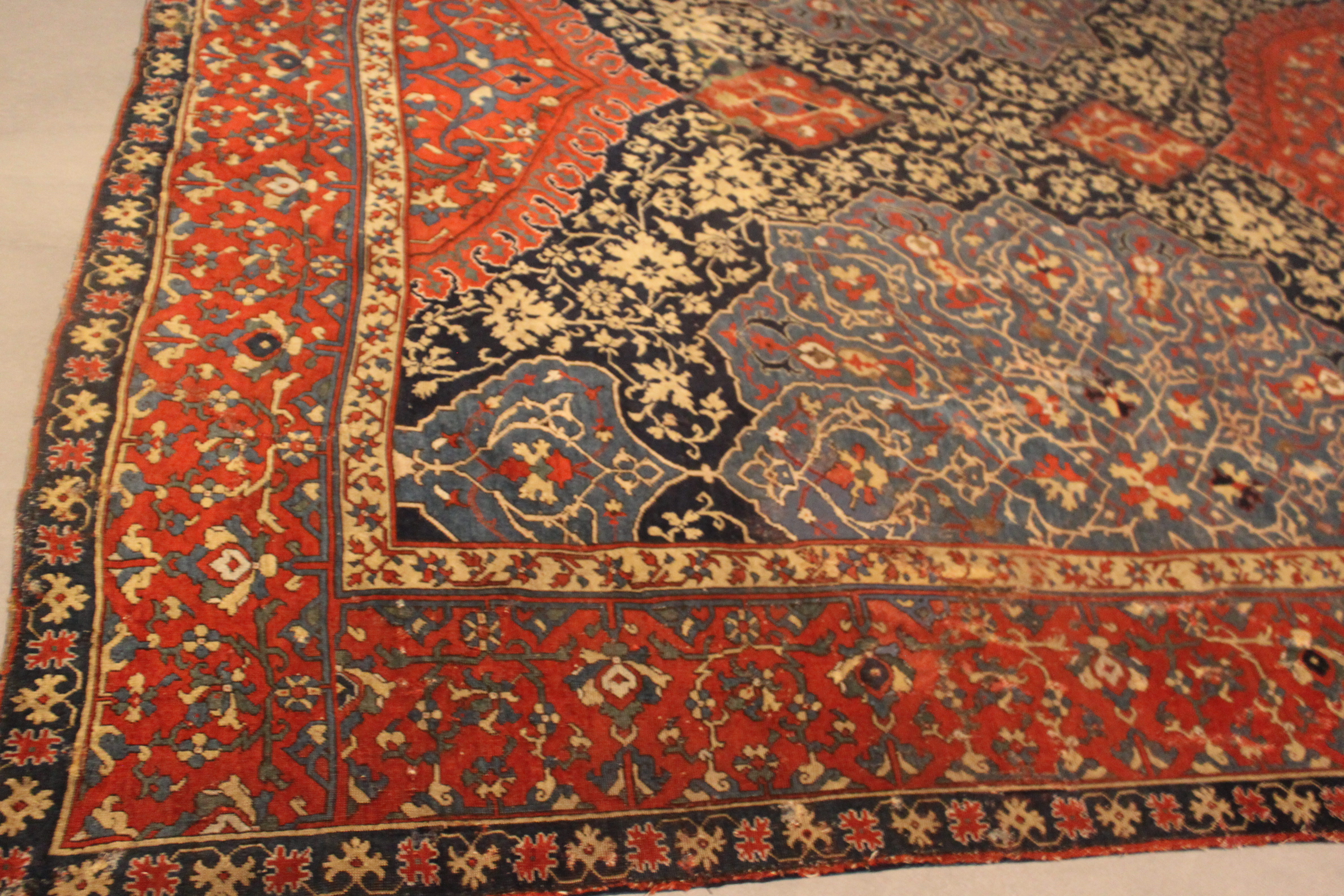
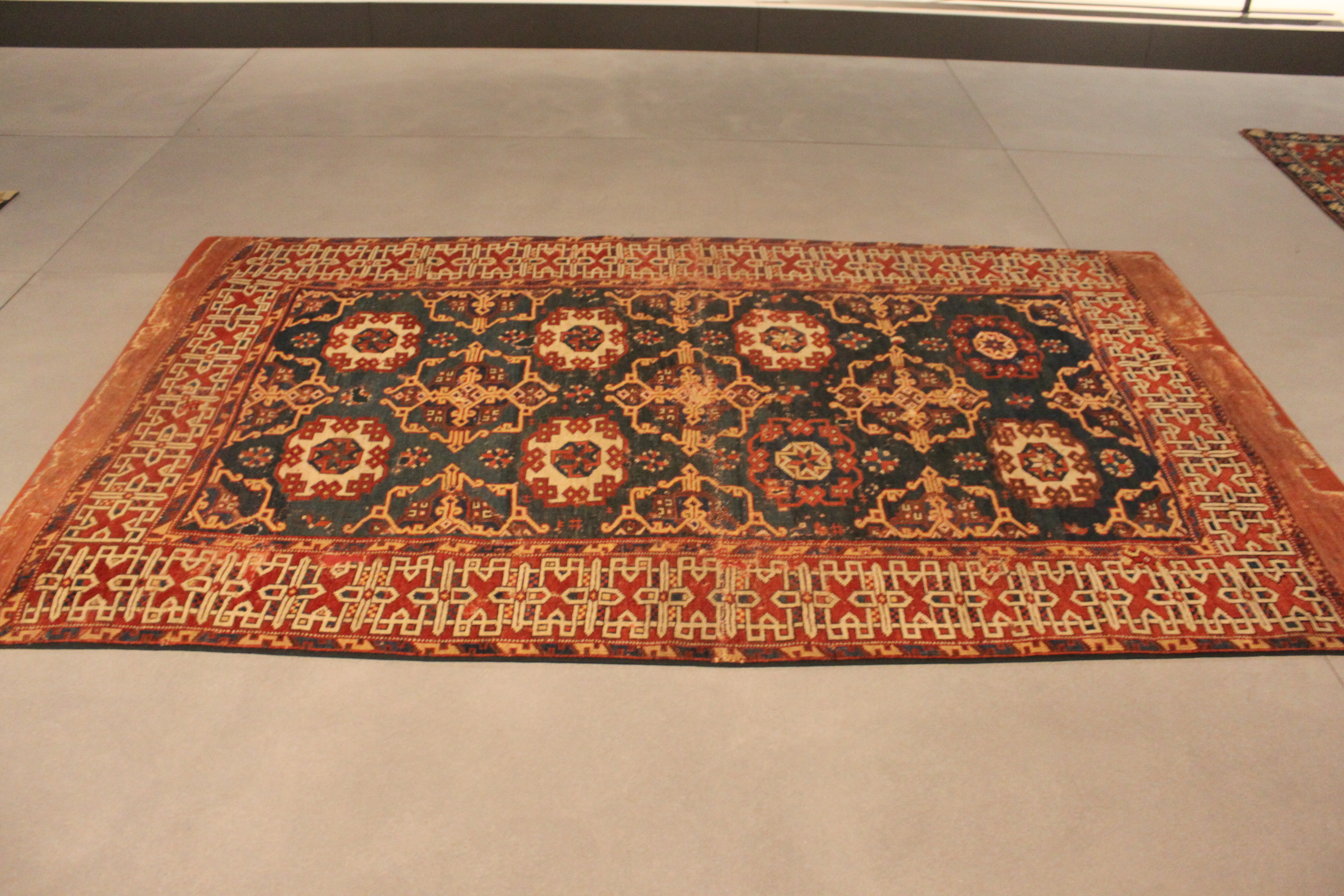
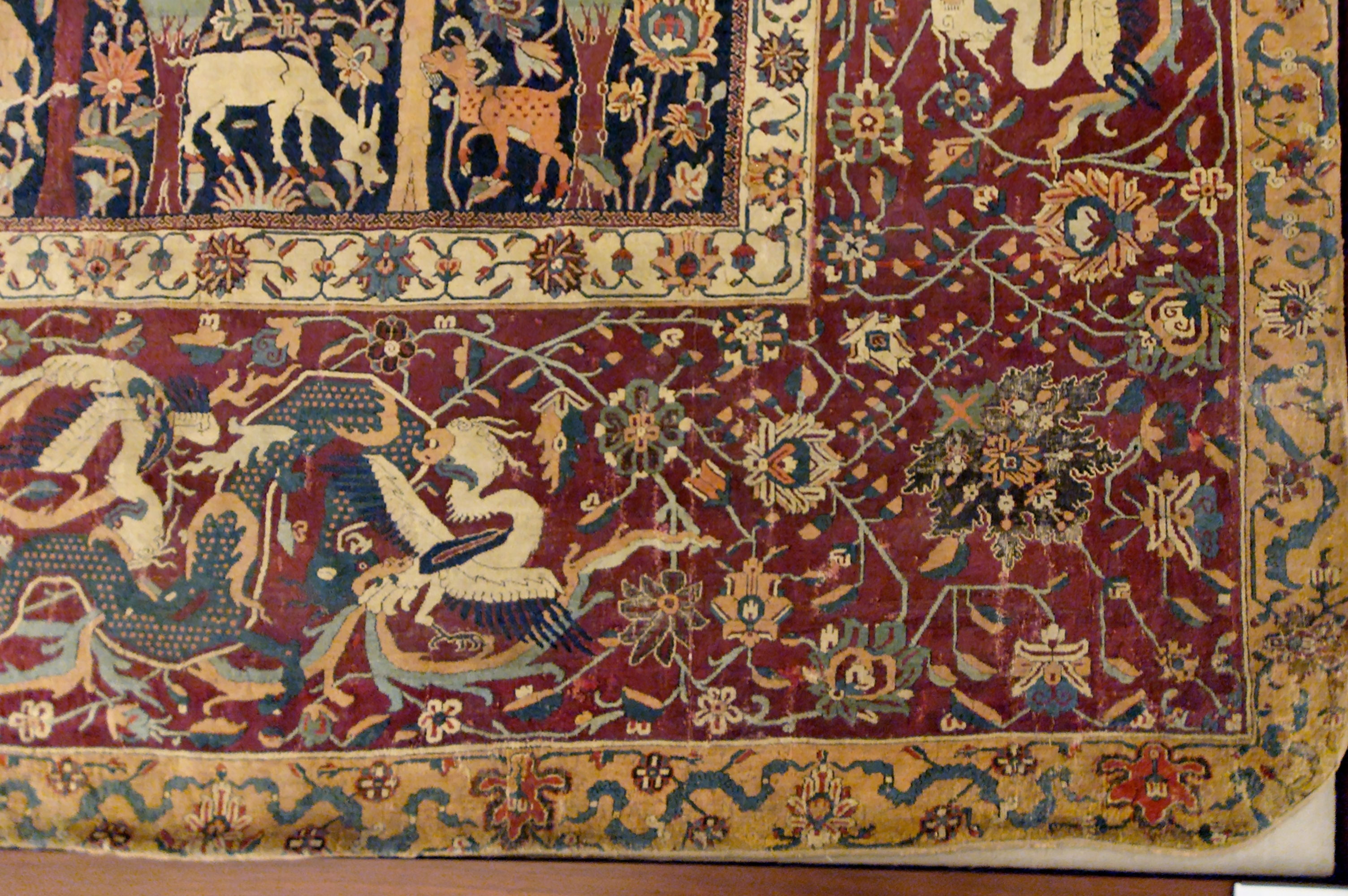
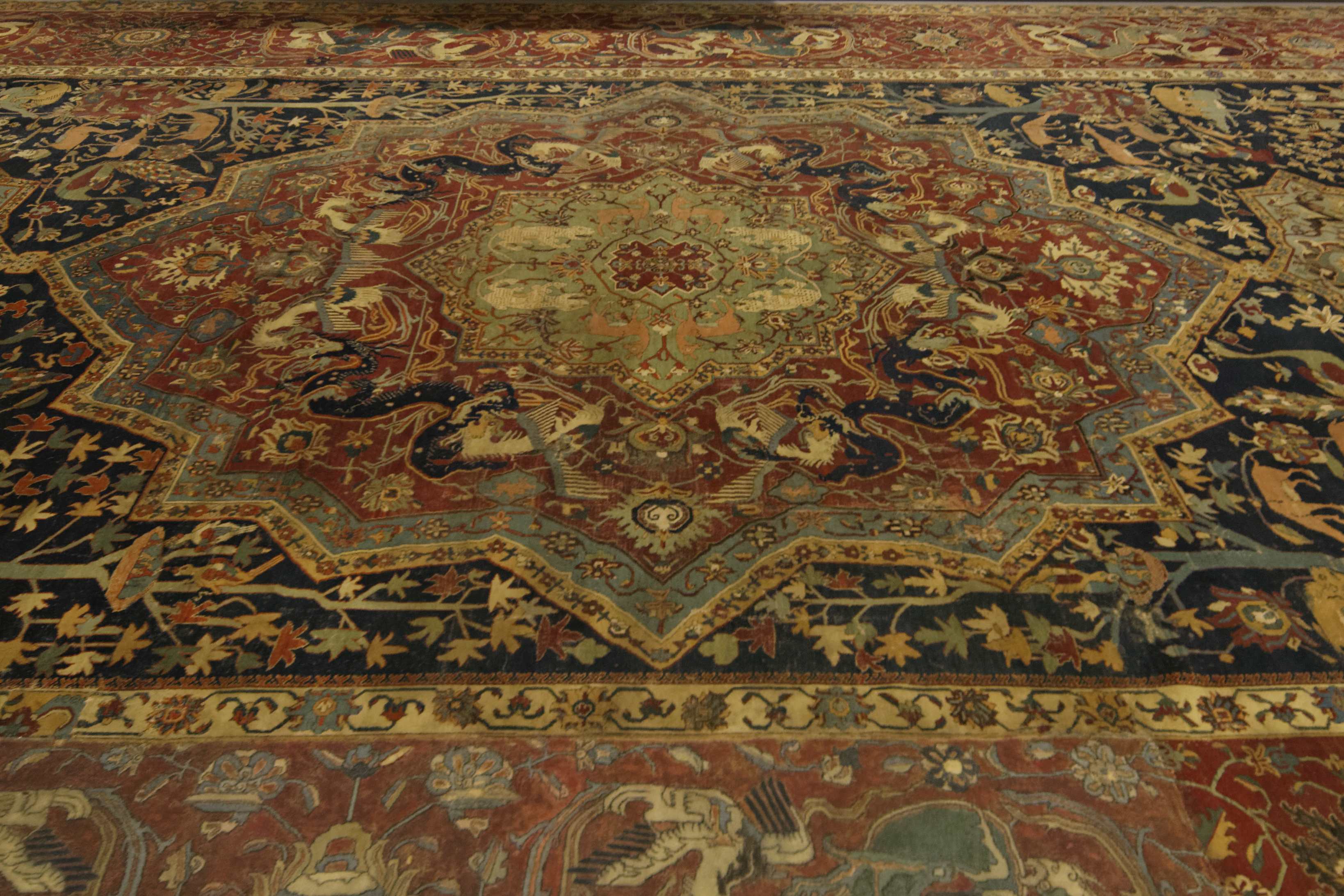
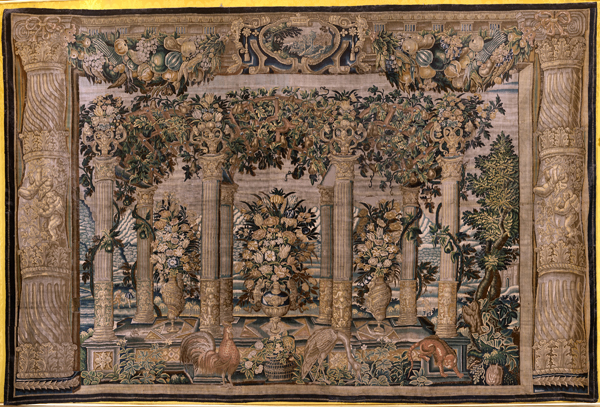
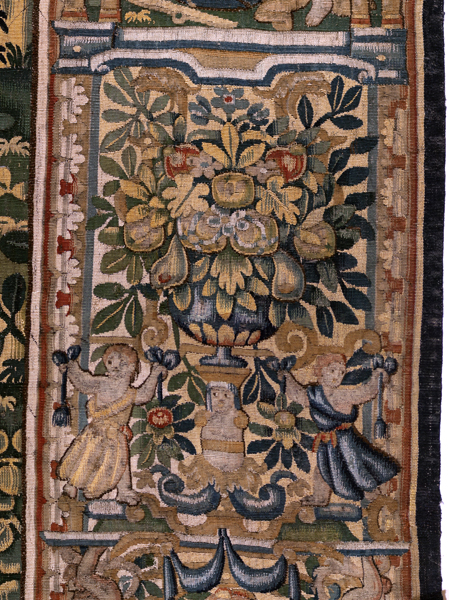
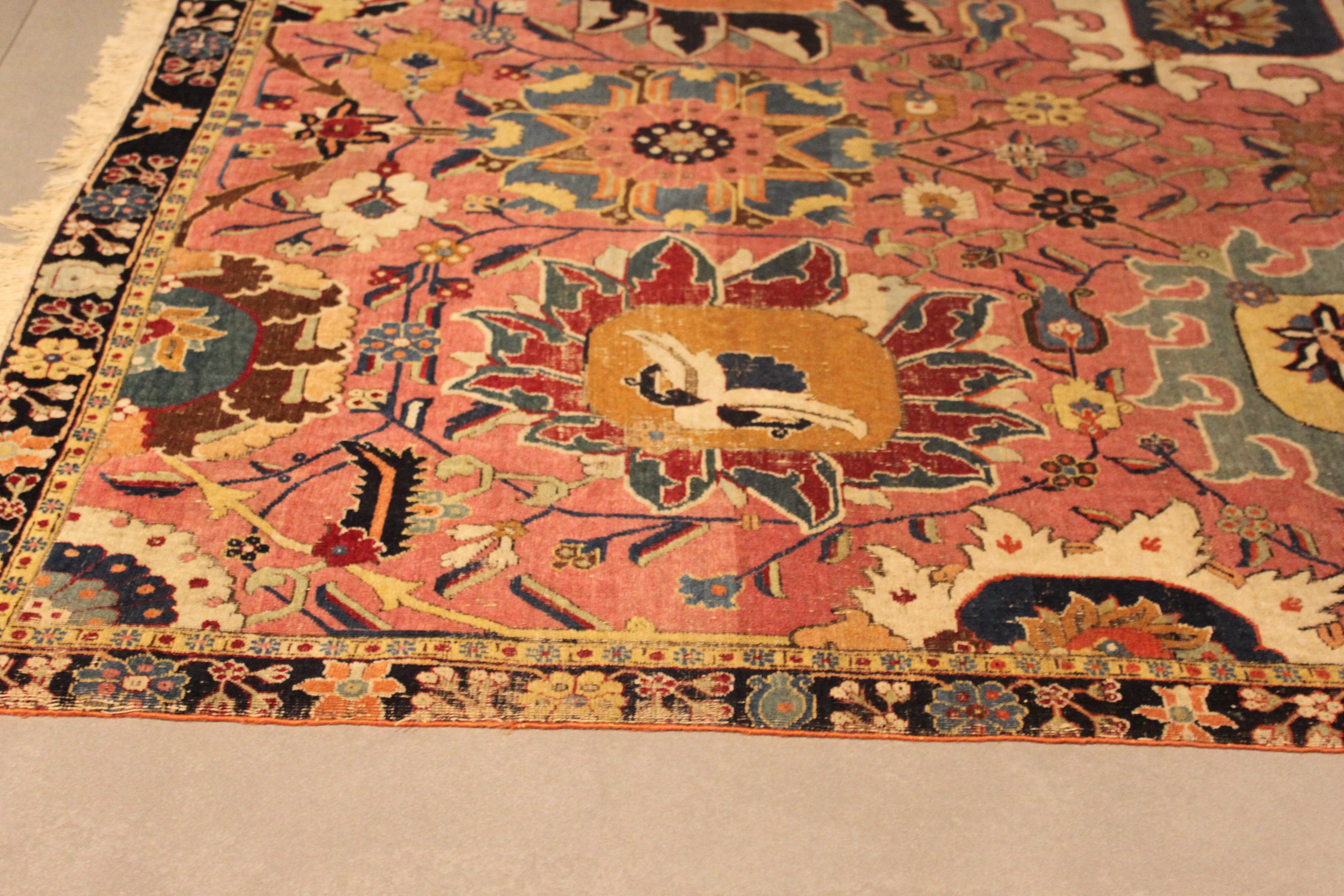
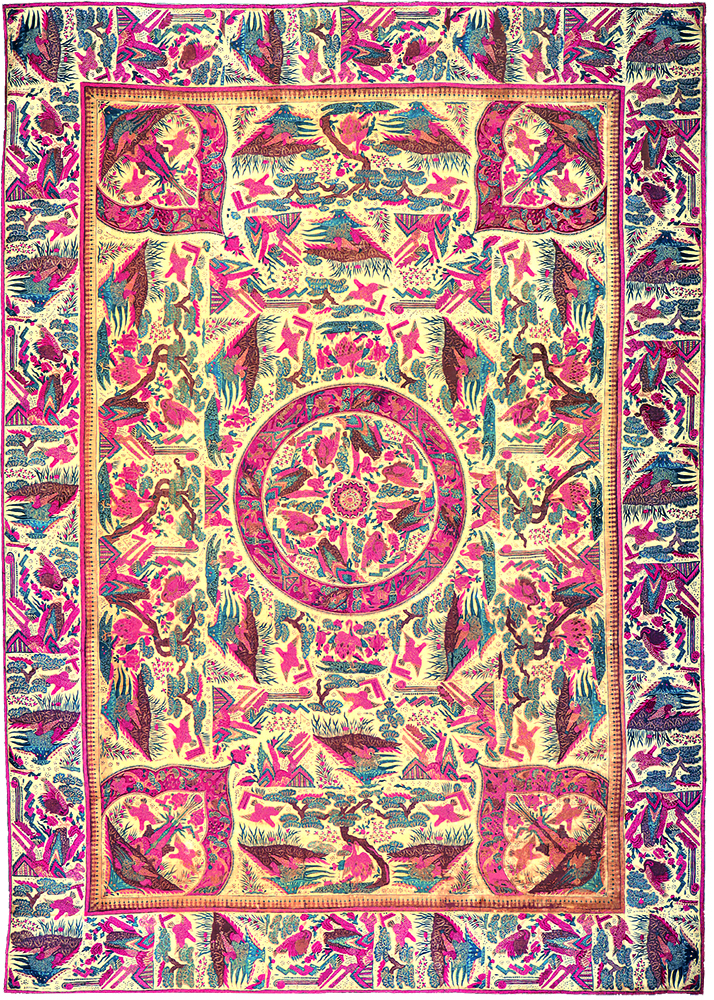
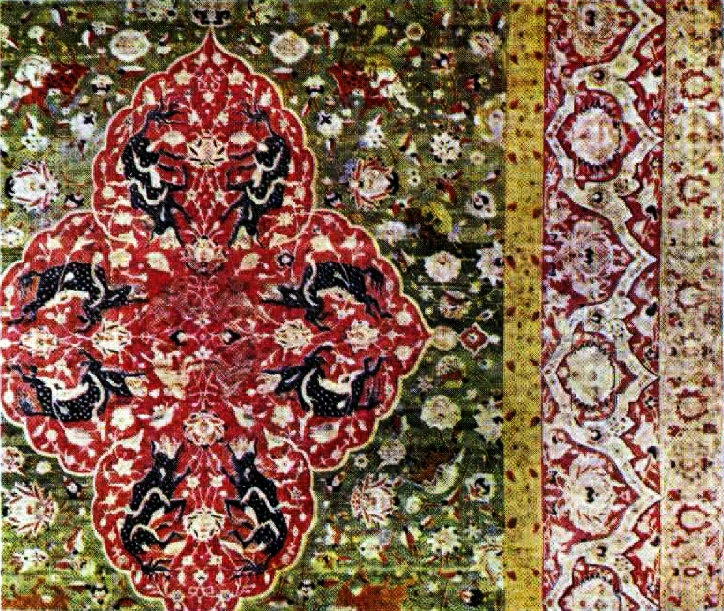
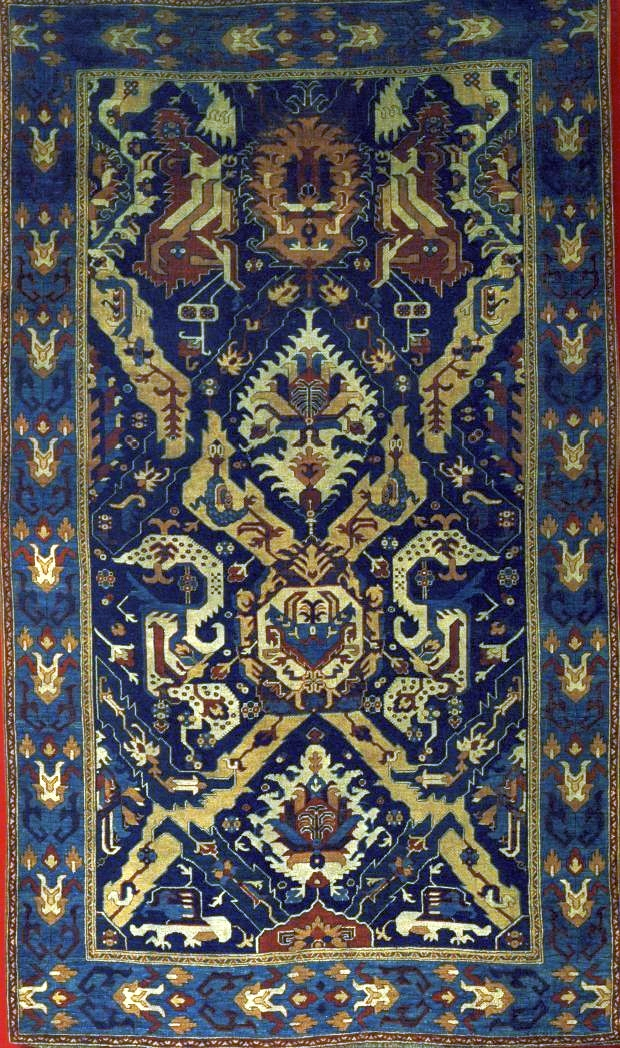
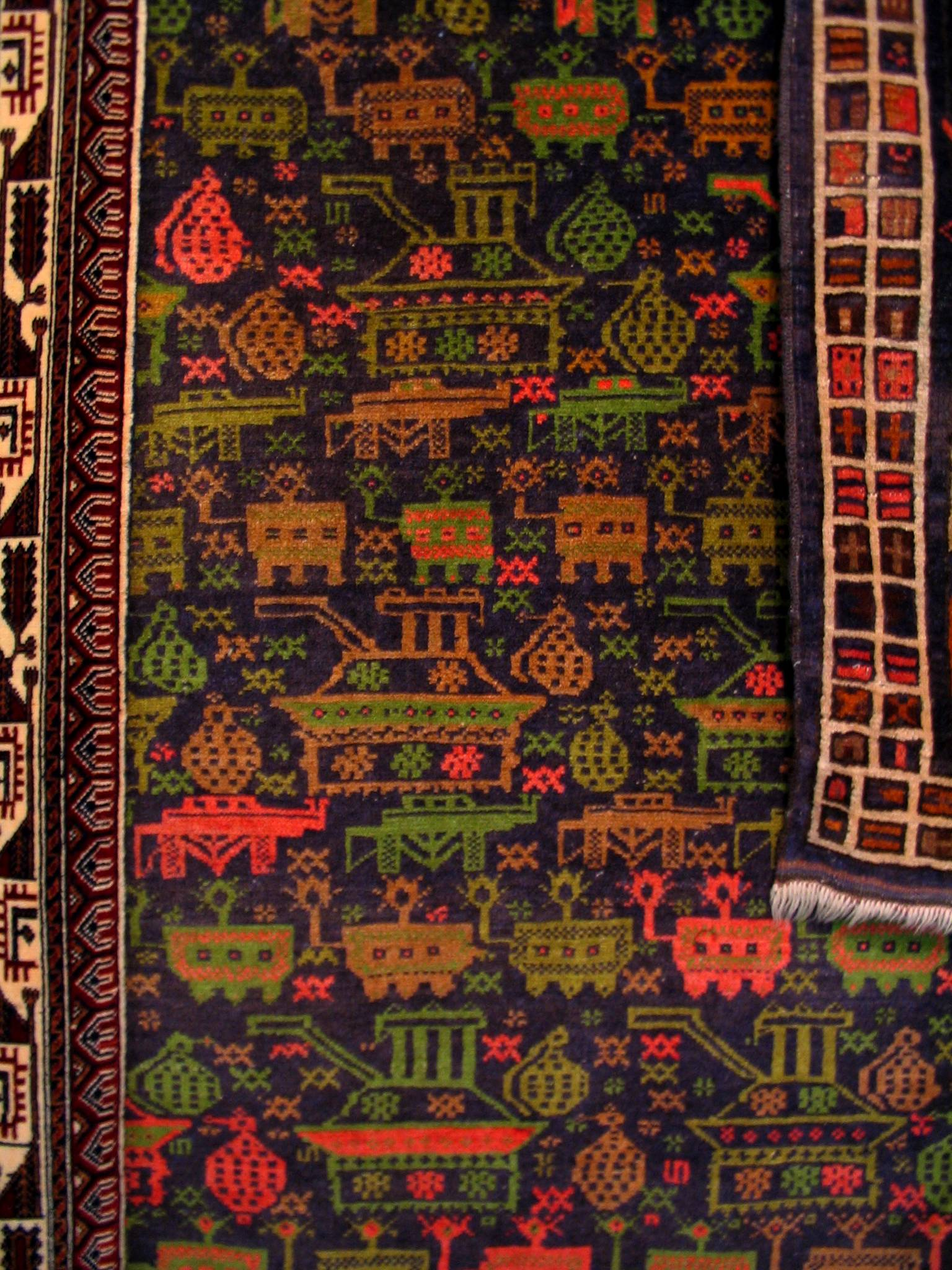
Tapis afghan à décor de chars, de grenades et de Kalachnikovs, Le Grand Jeu, coll. Michel Aubry, vu au musée de la tapisserie de Beauvais en 2012.

## Voir aussi

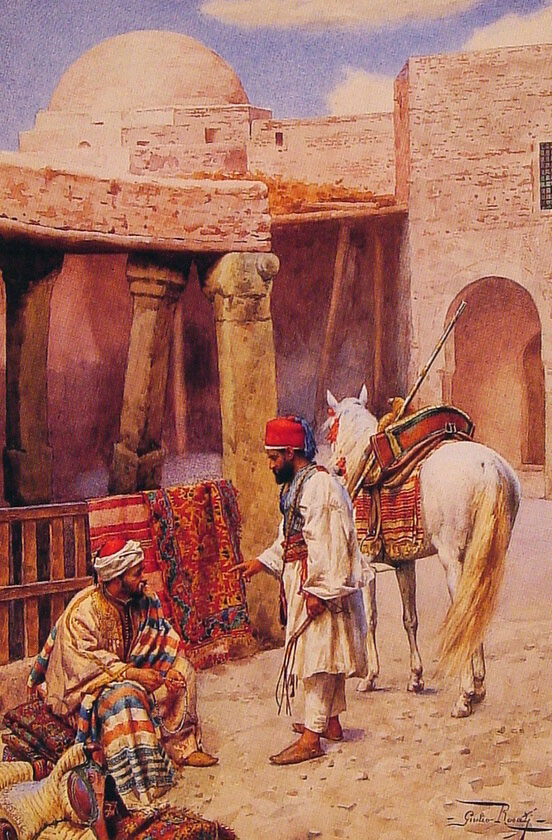
Le Vendeur de tapis (Giulio Rosati), av. 1917